# Museo dell'Opera del Duomo (Pisa)
Il Museo dell'Opera del Duomo di Pisa si trova in Piazza del Duomo, nel palazzo che fu sala del Capitolo della Primaziale, risalente al XIII secolo, seminario, accademia di belle arti e convento.
Fu inaugurato nel 1986 per ospitare il tesoro della cattedrale, i reperti rimossi dai monumenti sacri per ragioni di restauro e salvaguardia, e tutte quelle opere non più presenti dei vari edifici del complesso monumentale, ma che richiedevano uno spazio espositivo pubblico. Il museo prende nome dall'ente che gestisce il complesso monumentale, ovvero l'Opera del Duomo di Pisa.
Nel 2019, dopo alcuni anni di chiusura, ha riaperto i battenti rinnovato nell'esposizione. In questa seconda veste si privilegia la valorizzazione delle opere esposte e una selezione delle stesse. Alcune opere precedentemente esposte sono state movimentate in altri spazi, ad esempio le stampe colorate ad acquerello sugli affreschi del Camposanto ad opera di Carlo Lasinio sono state spostate al Museo delle sinopie, mentre diversi dipinti sono stati spostati presso le sale del palazzo arcivescovile. Tutta la parte archeologica e i modelli dei monumenti, sia lignei che in alabastro, giacciono, al momento, nei depositi, in attesa di una diversa sistemazione espositiva.
Dal chiostro del museo si può ammirare una splendida vista della Torre pendente.

## Storia
L'edificio fu edificato come residenza dei canonici del Duomo verso la fine del XII secolo. Risultava costituito da due corpi di fabbrica rettangolari, in laterizio, disposti ad elle e delimitanti un chiostro. Parti di tale edificio sono ancora oggi visibili, soprattutto nell'incrocio dei due rami dove esiste tuttora una volta affrescata risalente a tale periodo.
All'inizio del Seicento fu trasformato in Seminario Diocesano per volere del vescovo Carlo Antonio Dal Pozzo. A lui si deve l'attuale facciata, di impronta fiorentina, sul cui intonaco chiaro si stagliano, profilati in pietra serena, le finestre e i due portali simmetrici. Nel 1784, essendo il seminario trasferito in piazza Santa Caterina, il palazzo passò in mani private: venduto all'erudito e collezionista d'arte Giovanni Rosini, ospitò per un breve periodo l'Accademia Pisana di Belle Arti.
Nel 1887 tornò ad essere un edificio religioso diventando monastero femminile: le snaturanti modifiche che ne conseguirono sono state eliminate nell'ultimo restauro, avviatosi dopo che l'Opera della Primaziale, nel 1979, acquistò lo stabile per adibirlo a museo.
Il museo è stato chiuso per restauro e riorganizzazione espositiva dal 2015 all'ottobre del 2019.

## Percorso espositivo
Nel restauro del museo che è iniziato nel 2015 e che si è protratto fino al 2019, si è provveduto all'ampliamento e al rinnovo del percorso espositivo del Museo.
Il progetto, a cura dell'architetto Luigi Cuppellini, ha previsto un unico grande spazio espositivo al piano terra e al primo piano alcune sale dedicate alle tre opere di maggior importanza storico-artistica conservate nel museo ovvero il Grifone di Pisa, la Madonna eburnea di Giovanni Pisano del 1298 e il Crocifisso Borgognone che, per altro, è stato completamente restaurato prima di essere esposto nella sua nuova sede. 
La monumentale Porta di Bonanno Pisano accoglie i visitatori nella prima sala.
Nella nuova esposizione è ospitato anche il corredo funerario dell'Imperatore Enrico VII.

### La porta di BonannoeUna Tempio di candido marmo(Sale 1 e 2)

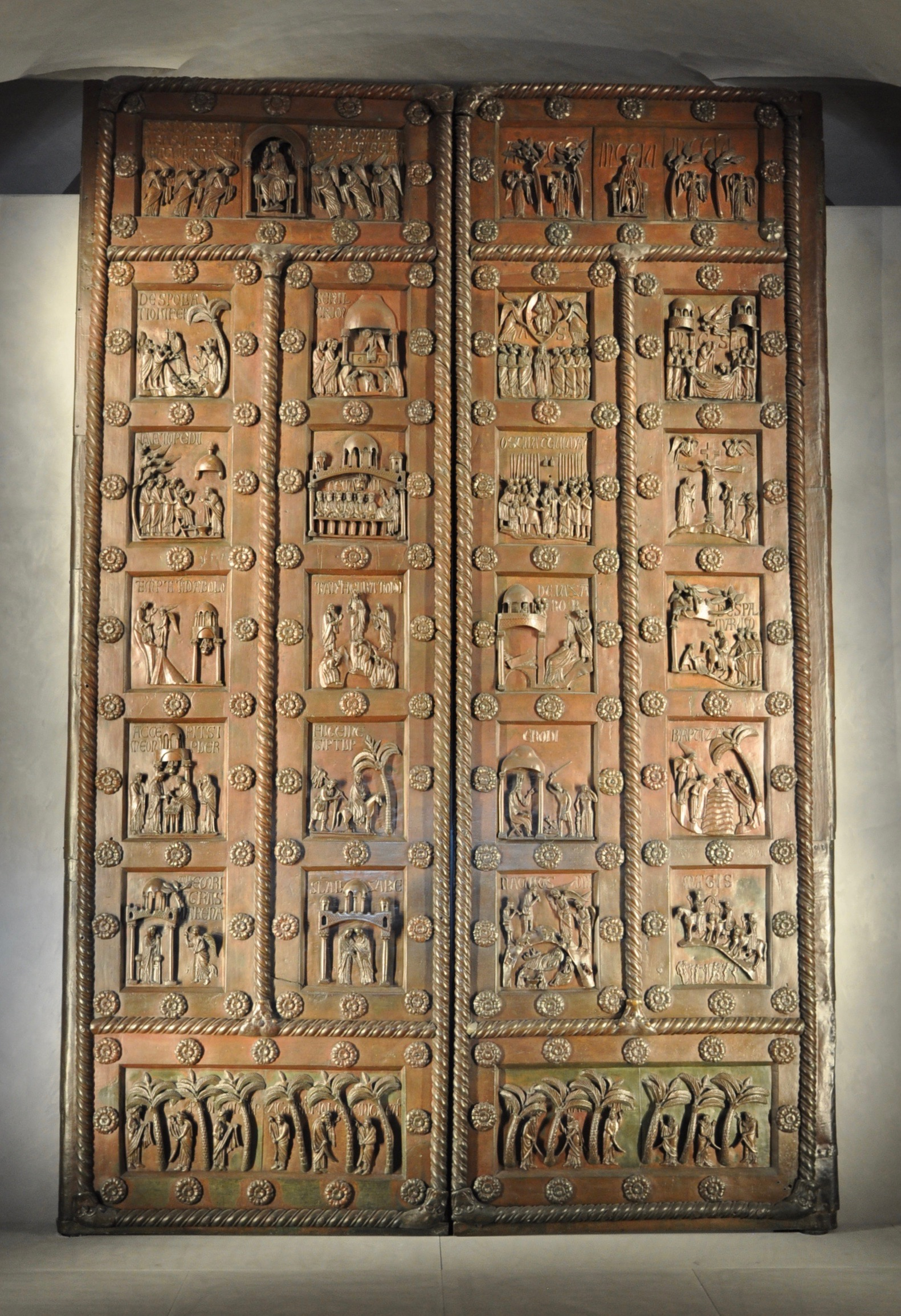
La Porta di San Ranieri, Bonanno Pisano (1180ca.)

Le prime due sale sono dedicate ad alcuni reperti provenienti dalla Cattedrale; in particolare la prima, denominata La porta di Bonanno, ospita unicamente la Porta di San Ranieri, portale bronzeo di Bonanno Pisano risalente al 1180 circa, che riporta le Scene della vita di Cristo. Miracolosamente salvatasi dall'incendio del 1595 che devastò la cattedrale, essa era collocata nel transetto di destra del Duomo ed è stata sostituita da una copia perfetta.
La seconda sala, intitolata Una Tempio di candido marmo, conserva tarsie marmoree, bassorilievi e capitelli provenienti dalla facciata della Cattedrale, assieme a quanto resta dell'originario arredo del presbiterio. Tra le opere, esposte così da ricordare la posizione originaria, alcuni capitelli, un frammento di colonna e varie tarsie marmoree del XII secolo realizzate dalle botteghe di Rainaldo, di Guglielmo e di maestranze toscane; una statua di San Michele Arcangelo, anch'essa della bottega del Guglielmo e un leone con epigrafe di Bonfilio e Guido; tutti reperti provenienti dalla facciata della Cattedrale. Nella medesima sala vi sono anche tre plutei a basso rilievo in marmo del XII secolo di una bottega di cultura araba, probabilmente parte dell'antico altare e cinque plutei, sempre del XII secolo, ad opera della bottega di Guglielmo, ricavati su un fregio di epoca romana e provenienti dal recinto presbiteriale.

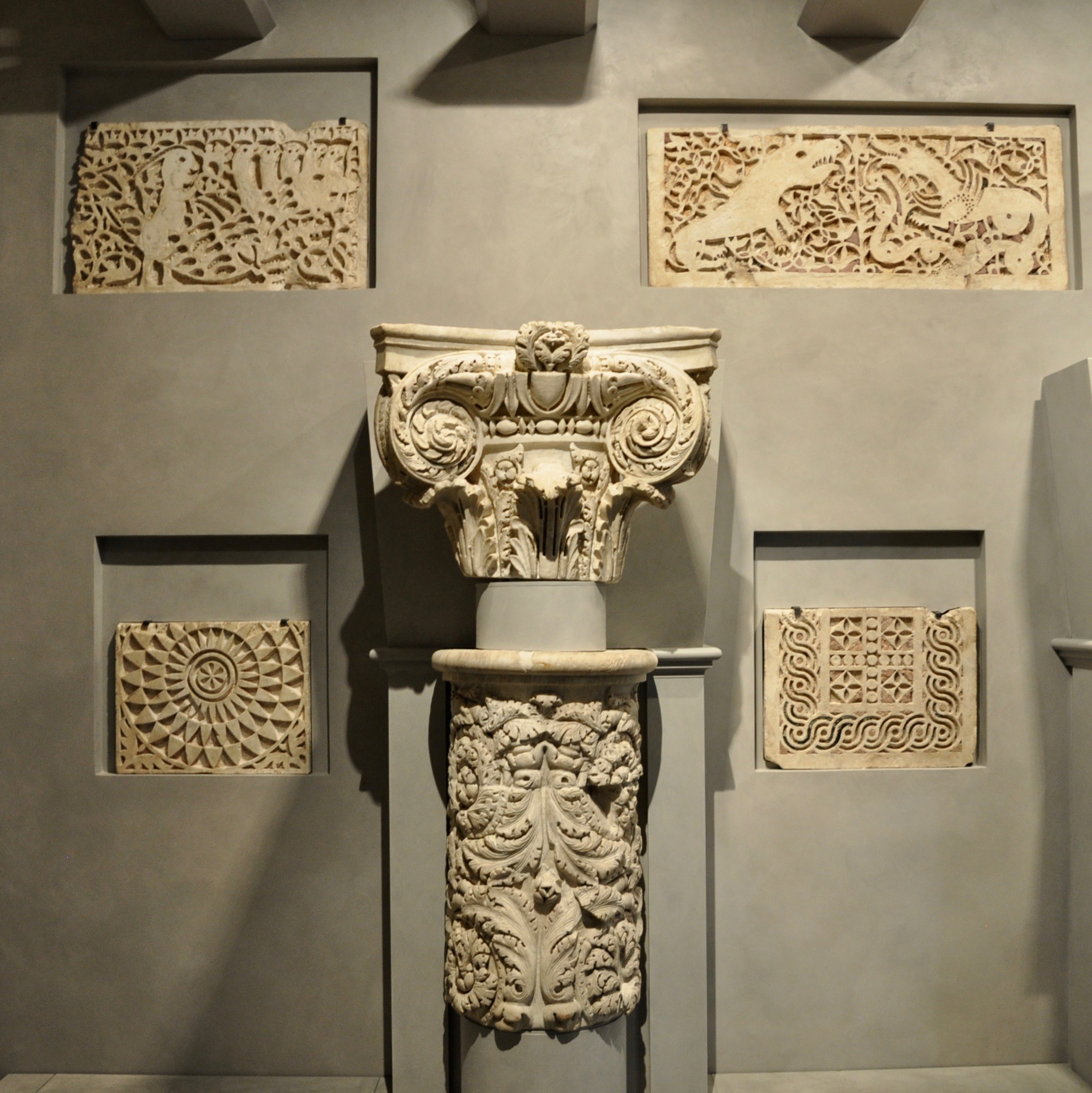
Tarsie, bottega di Rainaldo (XII sec.), e frammento di colonna con capitello, scultore pisano (metà del XII sec.)
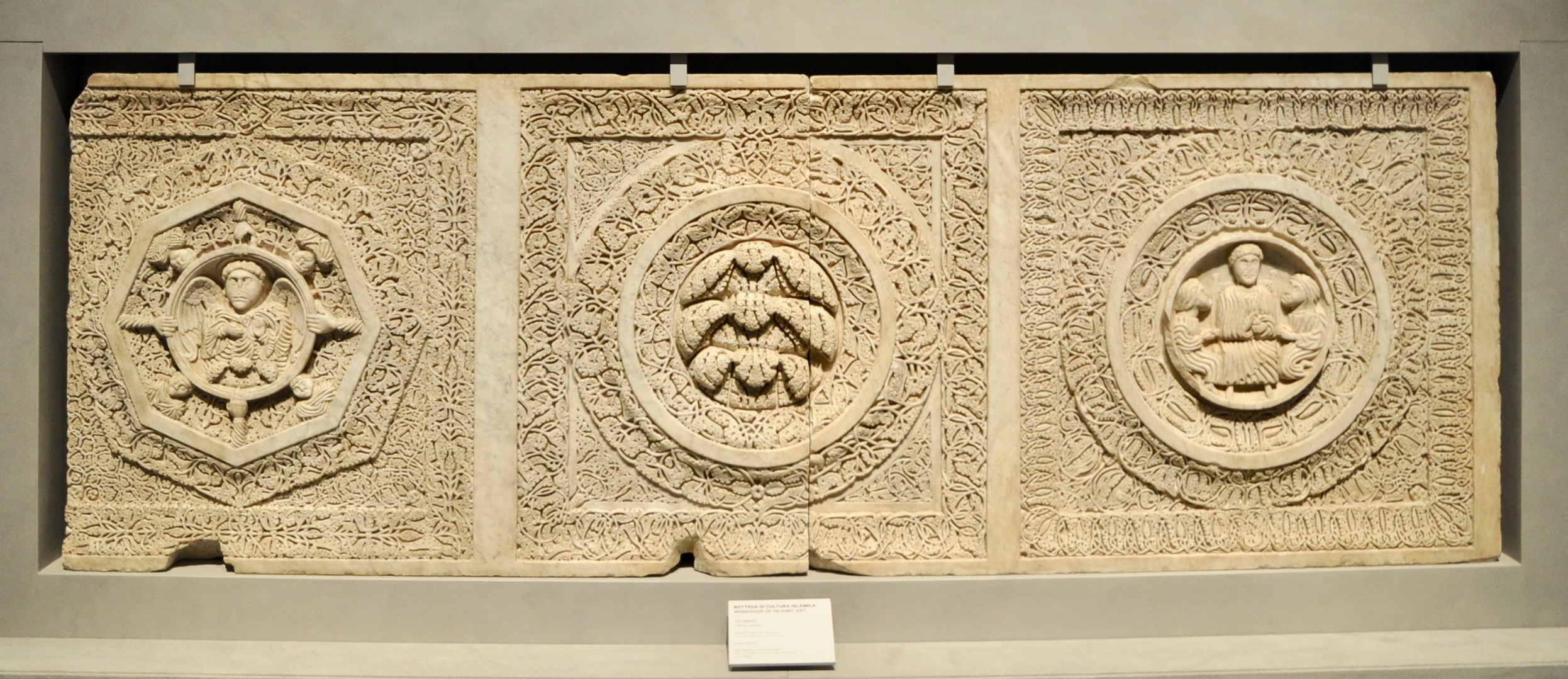
Plutei forse provenienti dall'altare antico, bottega d'arte islamica (XII sec.)
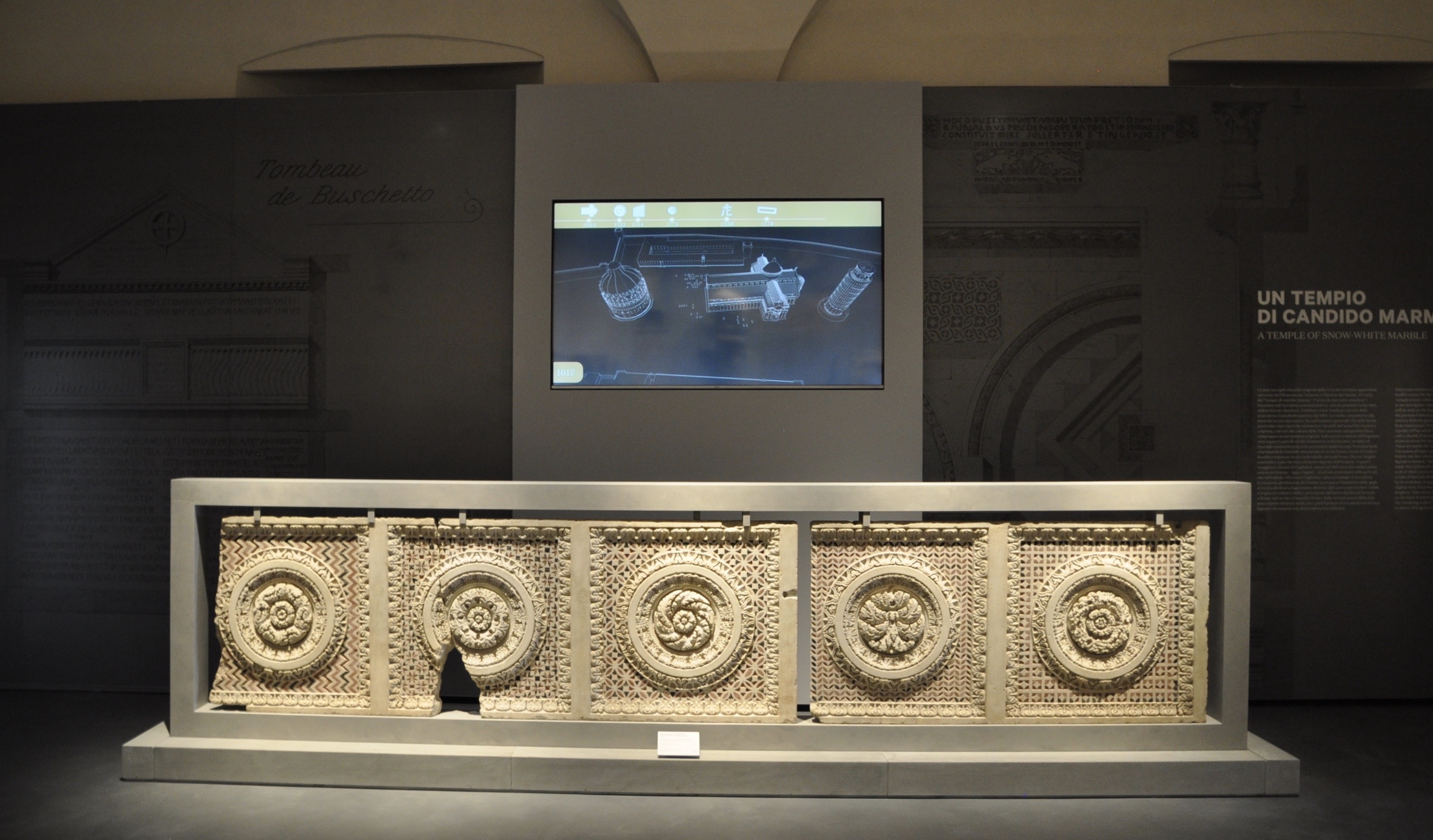
Plutei provenienti dal presbiterio, bottega di Guglielmo (XII sec.)

### Arrivi d'oltremare(sala 3)

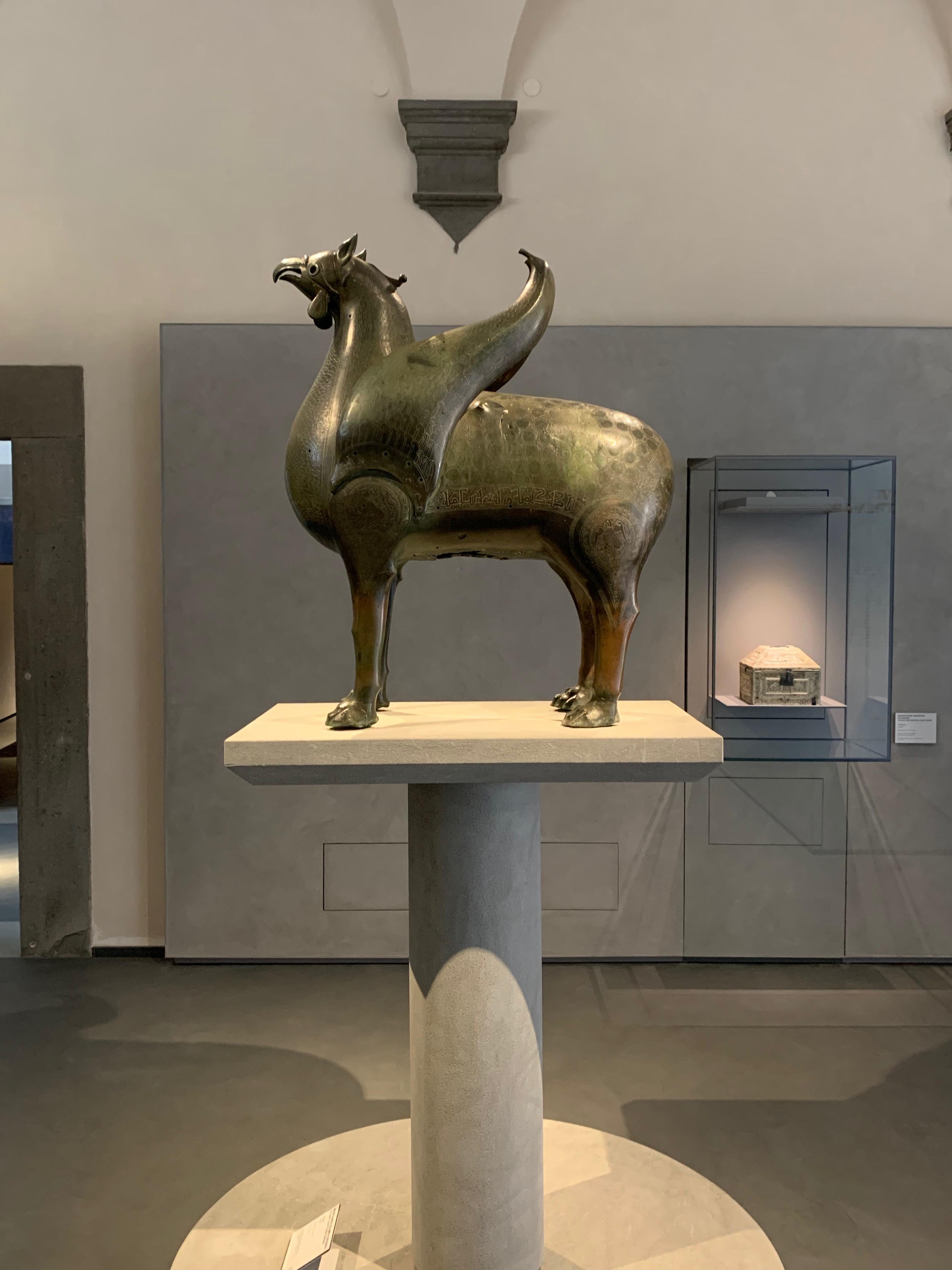
Il Grifone di Pisa

Nella terza sala, Arrivi d'oltremare, è dedicata ai manufatti provenienti dalle altre sponde del mediterraneo e di influssi culturali diversi da quelli toscani; come un Re David che suona la cetra, del XII secolo di chiara produzione provenzale proveniente dall'esterno della Cattedrale, un cofanetto in osso del XI e XII secolo di manifattura bizantina di confine e un grande bacile bronzeo con inscrizione d'ambito islamico asiatico, forse dall'attuale Iran, entrambi precedentemente conservati nella sagrestia della cattedrale, e una lastra frammentaria di parapetto con motivi cosmateschi e islamizzanti del XIII secolo di manifattura però pisana proveniente dal Battistero; oltre ad un capitello islamico della seconda metà del X secolo recante la firma dell'artista Fath, scultore ai quali si devono anche dei capitelli della moschea di Cordova e di quelli di Madinat al-Zahra'. Il reperto principale della sala è però la grande statua bronzea di Grifone, noto come Grifone di Pisa, del XII secolo di maestre islamiche spagnole proveniente dalla sommità del timpano dell'abside, ora sostituito da una copia, pervenne a Pisa quasi per certo come preda di guerra di una delle tante battaglie vinte dai Pisani contro i Musulmani, probabilmente quella delle Baleari (1113-1115). Alcune fonti lo indicano anche come arrivato a Pisa come bottino di guerra preso nel sacco di Palermo.

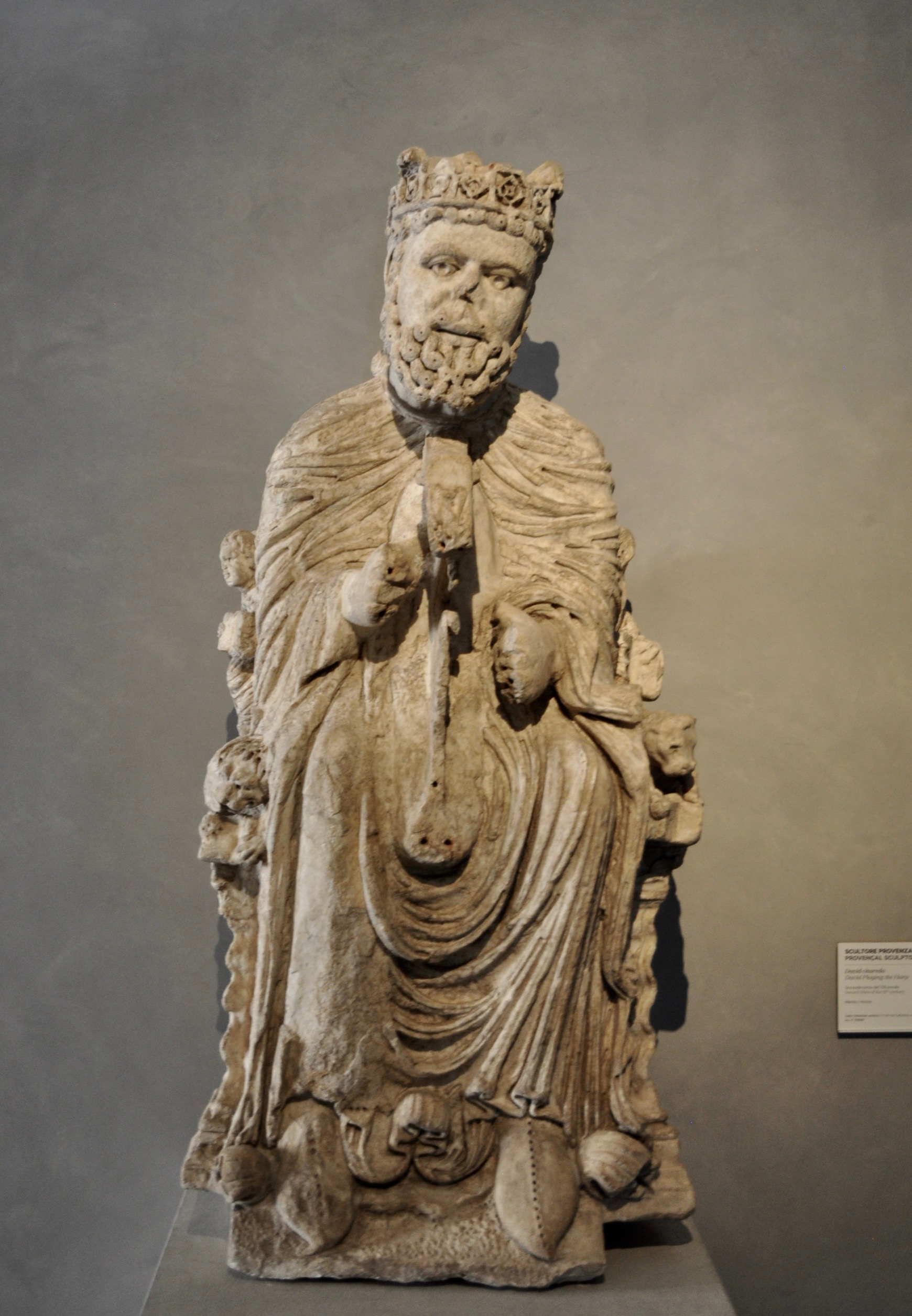
David citaredo, scultore provenzale (XII sec.)
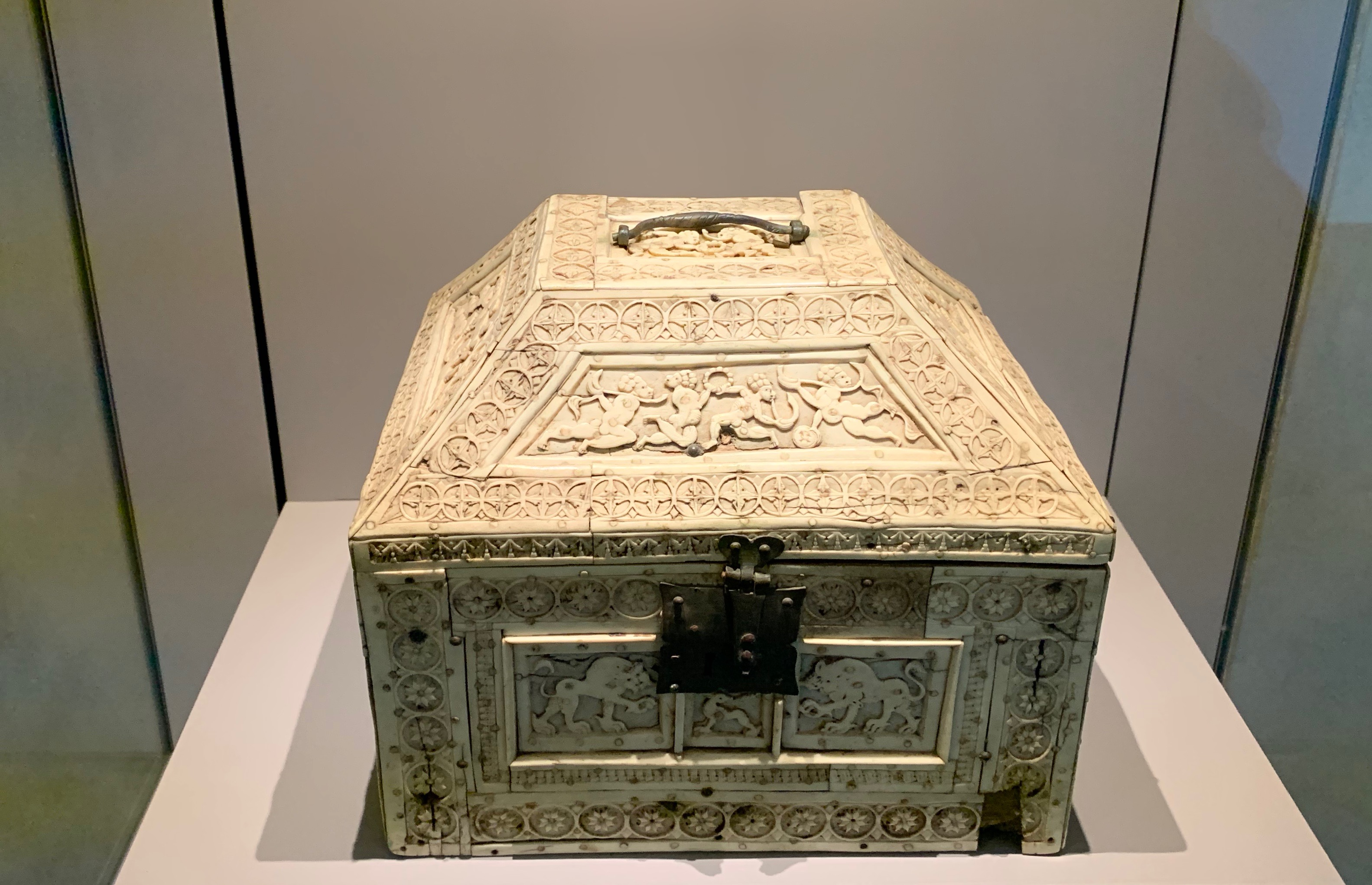
Cofanetto bizantino in osso
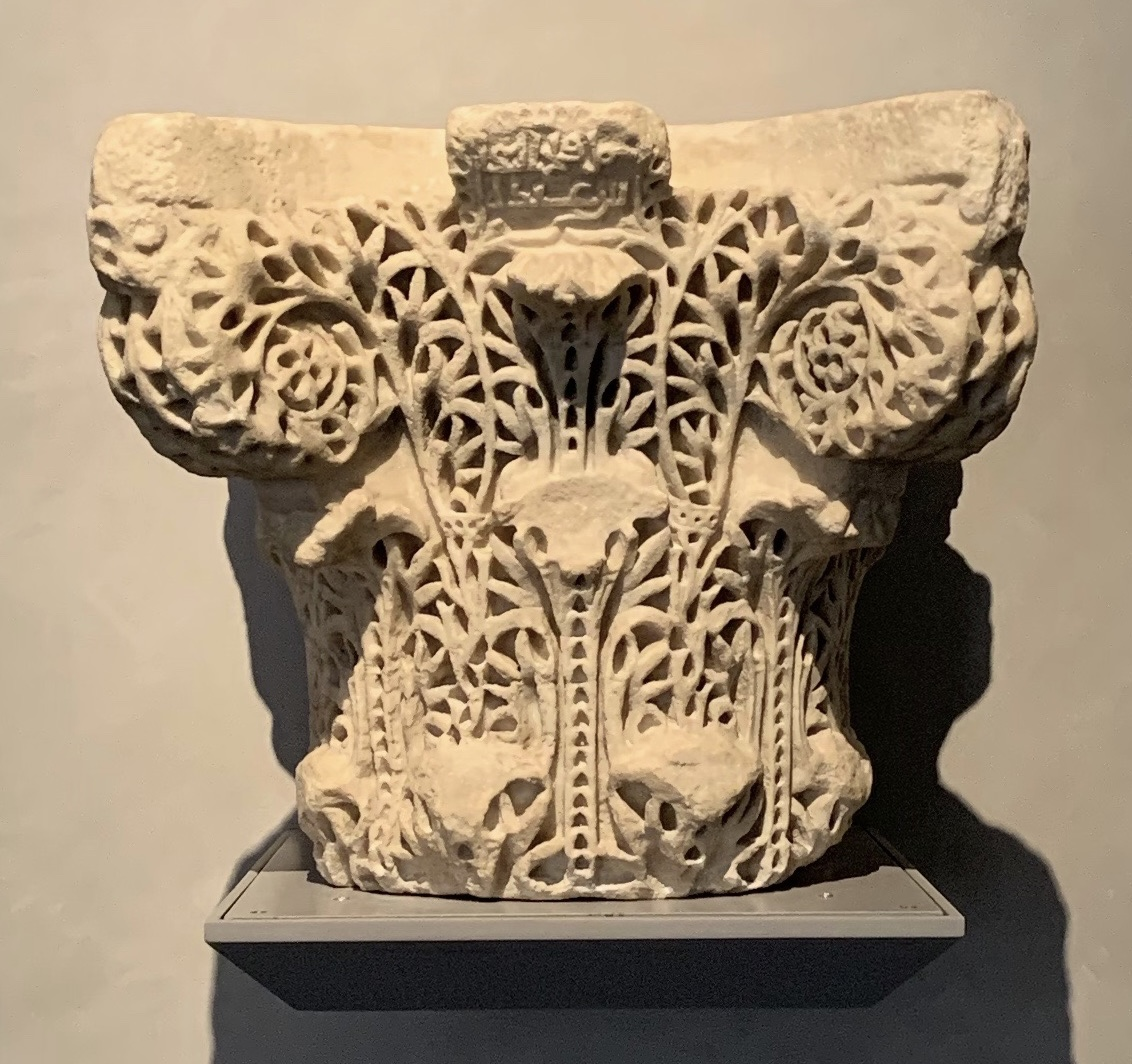
Capitello islamico, Fath (X sec.)
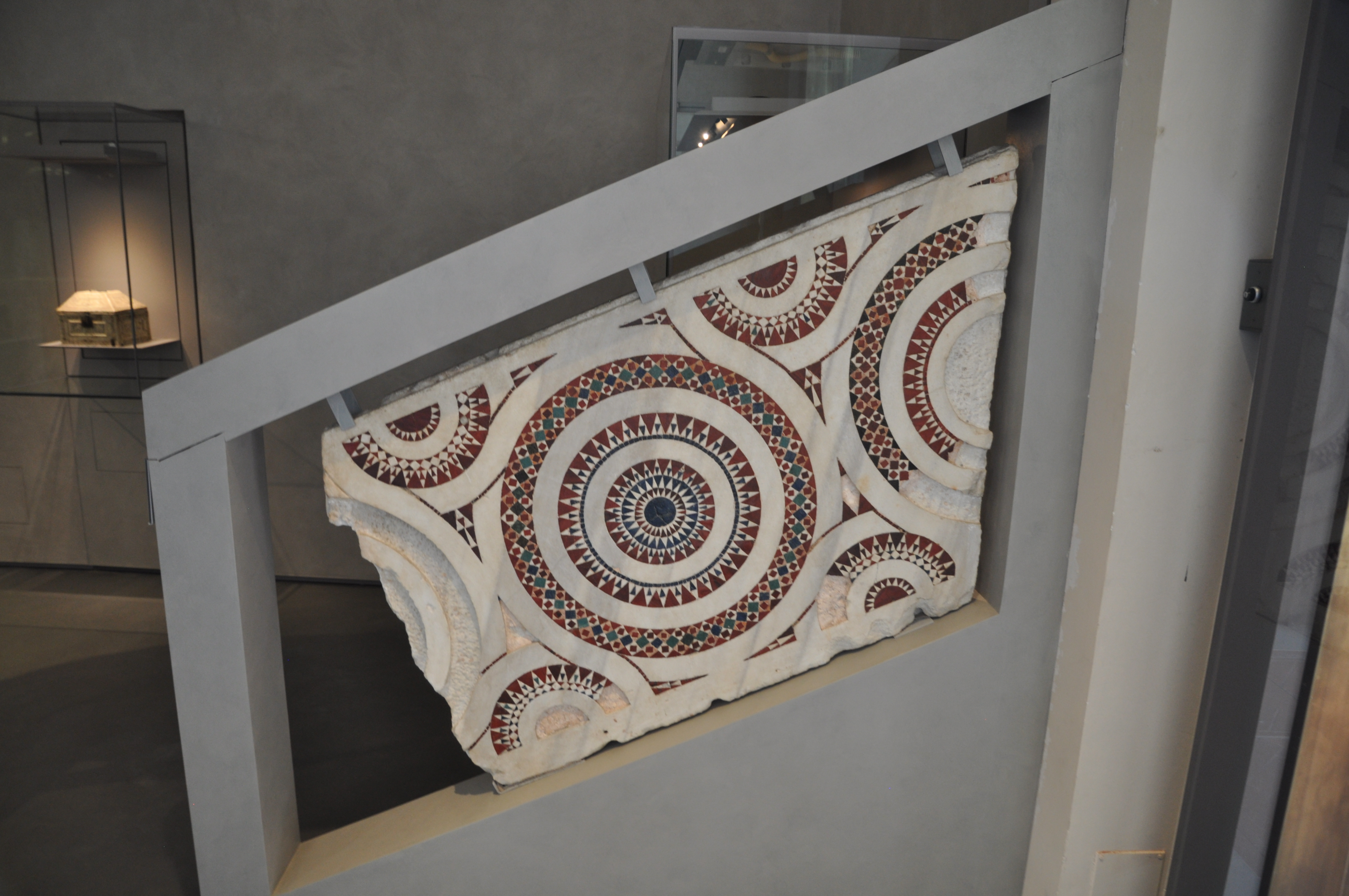
Frammento con tarsie (XIII sec.)

### Un popolo di pietra,Le "Gradule"eGiovanni Pisano(sale 4, 5 e 6)

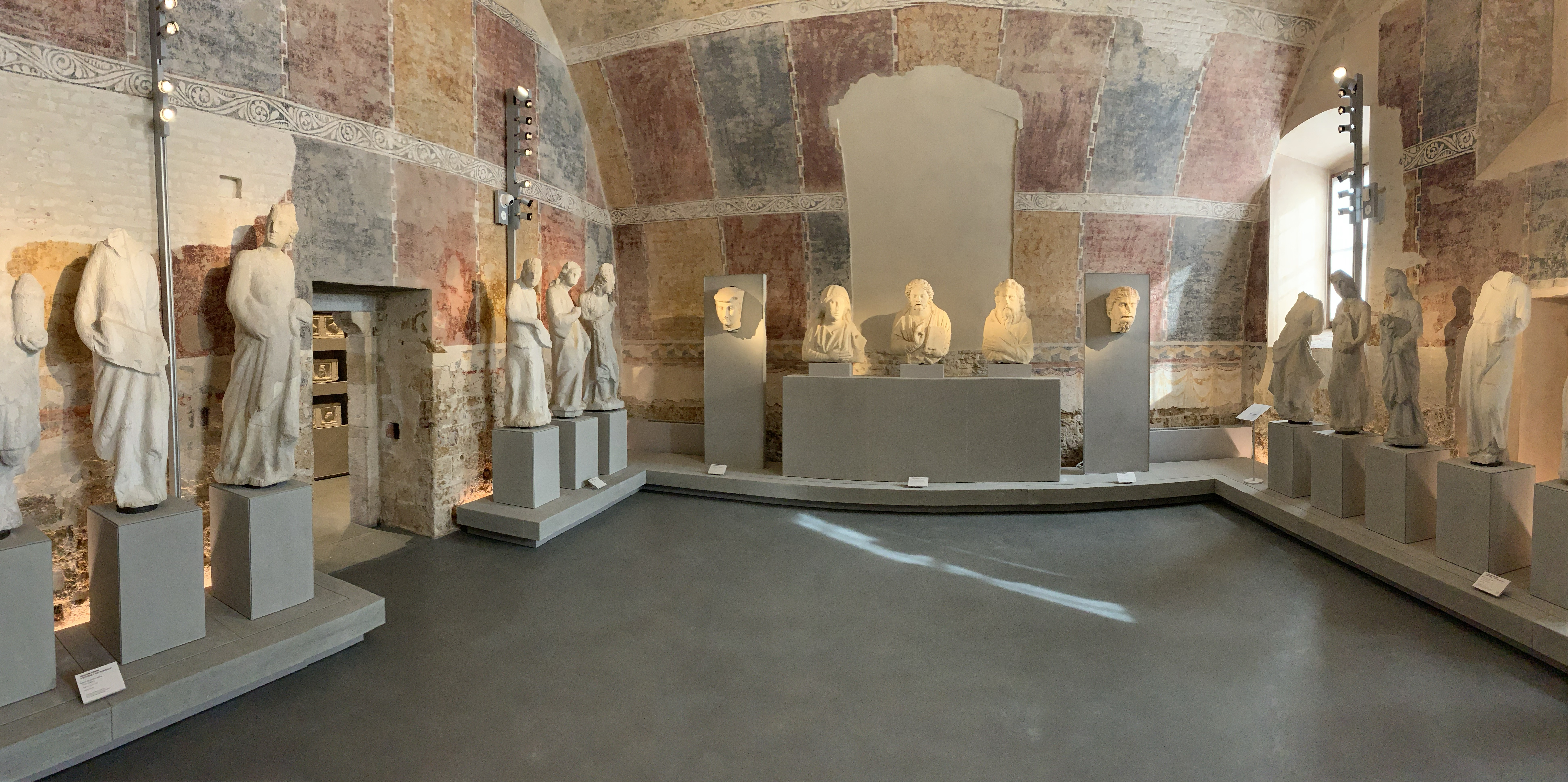
La sala con le opere di Giovanni e Nicola Pisano provenienti dal Battistero

La quarta sala è una grande aula quadrata risalente al XII secolo, appartiene alla porzione più antica dell'edificio ed è decorata con pitture dello stesso periodo rappresentanti i simboli degli evangelisti riuniti intorno al Cristo Pantocratore nella volta, che copre un Mistico Agnello precedente, e con specchiuatture in finto marmo lungo le pareti.
L'aula, integrata nel percorso museale, raccoglie dicanove sculture e cinque elementi decorativi provenienti dal coronamento esterno del Battistero, dove rimasto fino al 1846. Realizzato da Nicola Pisano e proseguito dopo la sua morte avvenuta nel 1281, dal figlio Giovanni, il coronamento, consiste in una loggia gotica sormontata da ghiberghe e pinnacoli, animati da maschere busti e stature. Questi elementi sono poco definiti in quanto creati per essere guardati da lontano e dal basso all'alto e particolarmente deteriorati per l'azione degli agenti atmosferici. Di particolare interesse sono due teste in base d'arco, una virile e una femminile, prodotte da Nicola Pisano nel 1270 circa in stile gotico classico e tre busti rappresentanti la Deesis, tema iconografico cristiano di matrice culturale bizantina nel quale è raffigurato Cristo benedicente tra la Madonna e san Giovanni Battista. I tre busti, anch'essi scolpiti da Nicola nel 1270 circa, sono in uno stile gotico più espressionista ed è forse già presente anche la mano di Giovanni che, assieme alla sua bottega, realizzerà circa dieci anni più tardi le figure delle ghimberghe della loggia oggi esposte in questa sala.

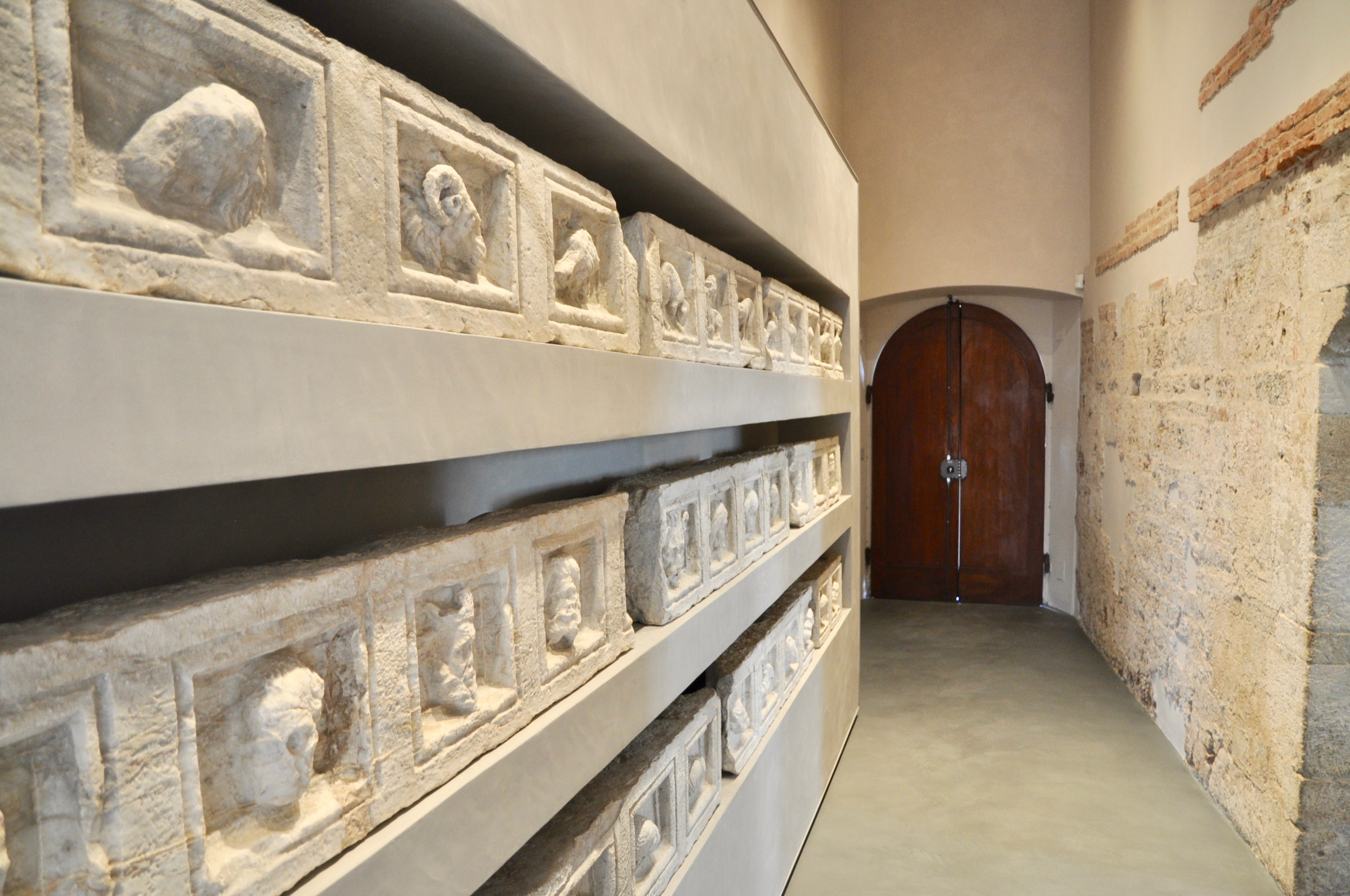
Sala con le Gradule di Giovanni Pisano (dal 1298)

La sala successiva, ricavata in un corridoio dal quale si può accedere al chiostro, ospita le così dette gradule. Di fatto un nastro lapideo composto da una serie di incassi rettangolari nei quali sono scolpiti animali, teste umane e altri motivi ornamentali, e che ricoprivano il perimetro della Cattedrale. Pensate come decoro per il pesante basamento a scalini furono realizzate da Giovanni Pisano, al suo rientro da Siena, avvenuto nel 1298, e rimosse dalla loro sede originaria nel corso del XIX secolo. Pur presentandosi in condizioni di precaria conservazione, dovuta alle attività umane e all'esposizione agli agenti atmosferici, esse dimostrano la varietà inventiva e la vivacità esecutiva dell'artista e della sua bottega, riuscendo a creare una quantità enorme di figure differenti.

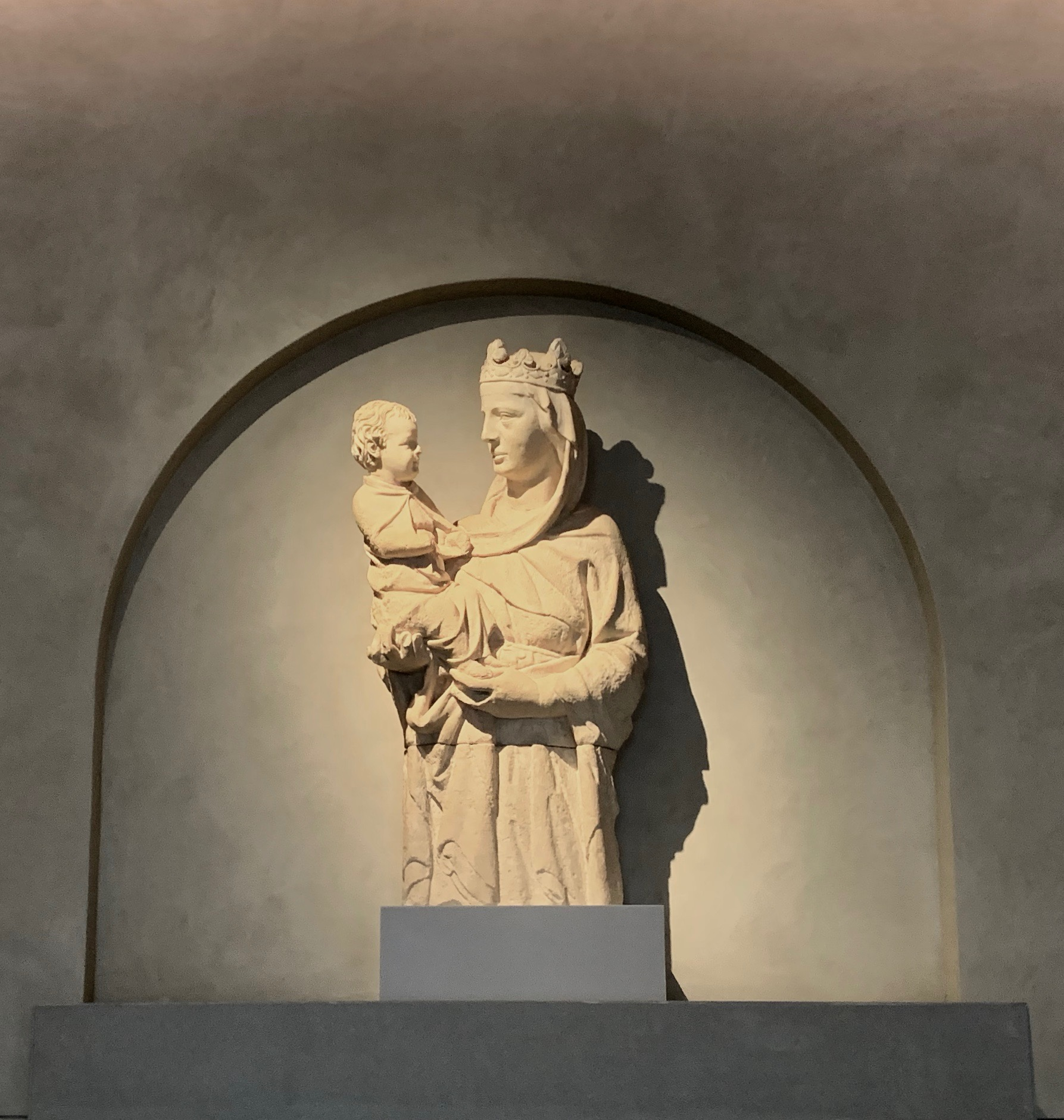
Madonna del Colloquio, Giovanni Pisano (1280 ca.)

La sesta sala ospita altri tre capolavori marmorei di Giovanni Pisano, tre Madonne. 
La prima è una Madonna con Bambino, detta Madonna del Colloquio, proveniente dal portale occidentale del transetto sud del Duomo e presenta un taglio a mezza figura raro nella scultura medievale; è stata scolpita molto probabilmente negli anni '80 del XIII secolo, sebbene non esistano documenti che ne certifichino la data; particolare il trasporto emotivo che lo sguardo tra le figure e la loro posa, è in grado di generare in chi la osserva. La seconda è una Madonna col Bambino tra san Giovanni Evangelista e san Giovanni Battista e donatore; il gruppo, proveniente dalla lunetta del portale centrale del Battistero, è stato scolpito intorno al 1300 e mentre la figura centrale della Madonna col Bambino è stata eseguita da Giovanni Pisano, le statue dei santi sono quasi certamente della sua bottega. La figura inginocchiata ai piedi di san Giovanni Battista è il committente al quale fa riferimento l'iscrizione sulla base della statua della Madonna, identificato come Pietro, operaio del Battistero in carica dal 1306. L'ultima opera è la così detta Madonna di Enrico VII, in quanto realizzata nel 1313 in occasione della visita di Enrico VII di Lussemburgo a Pisa, era posta nella lunetta esterna della Porta di San Ranieri. Dell'opera, fortemente danneggiata, si conservano solo due statue su tre. Posta in posizione centrale vi è la Madonna col Bambino in posizione seduta, alla sua sinistra sta l'allegoria di Pisa, rappresentata come una donna coronata che allatta due bambini, un tempo accompagnata da un angelo oggi perduto alla destra della Madonna, fonti letterarie, riportano la presenza della figura dell'imperatore e di un suo accompagnatore.

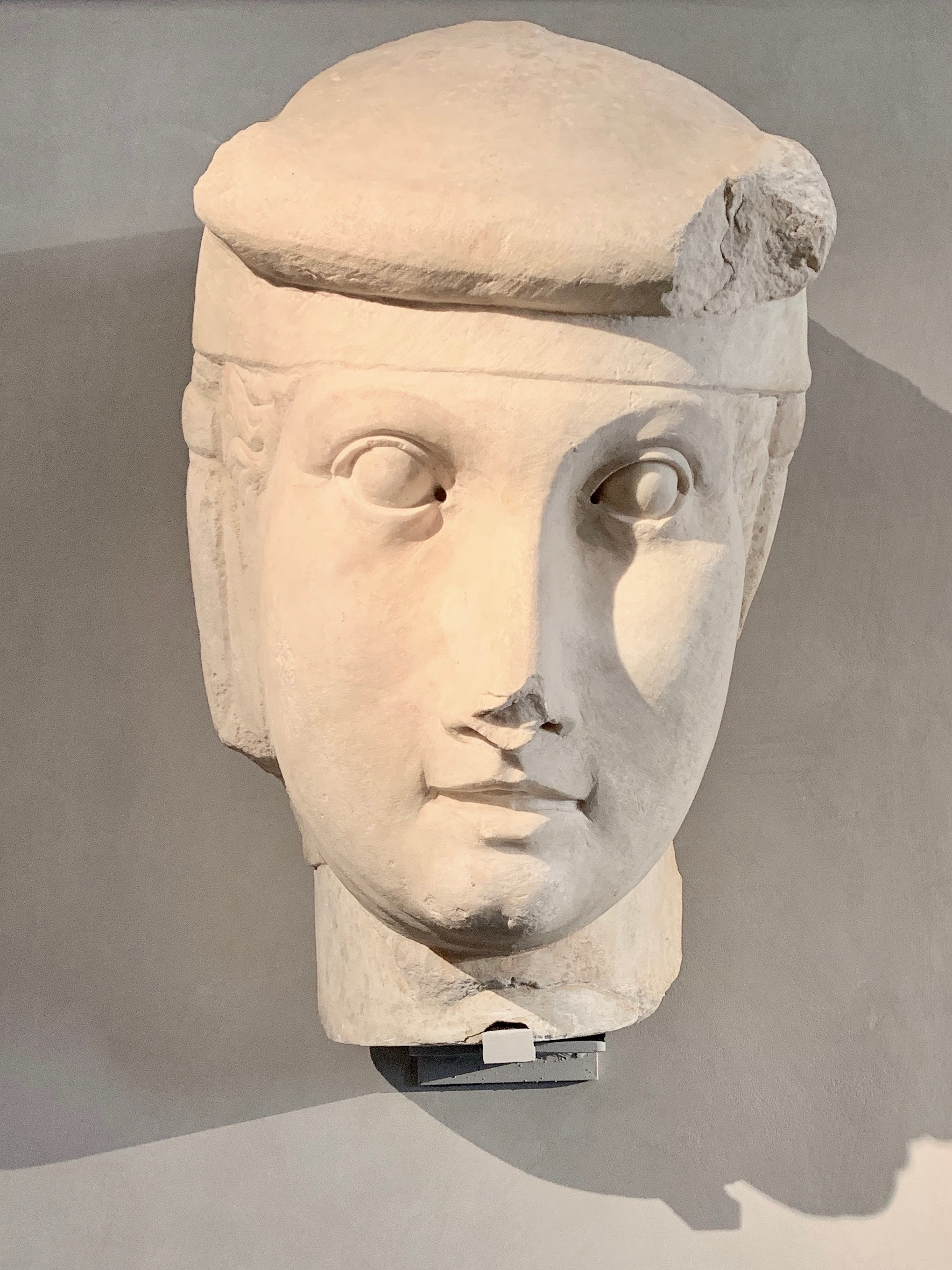
Testa femminile in base d'arco, Nicola Pisano (1270 ca.)
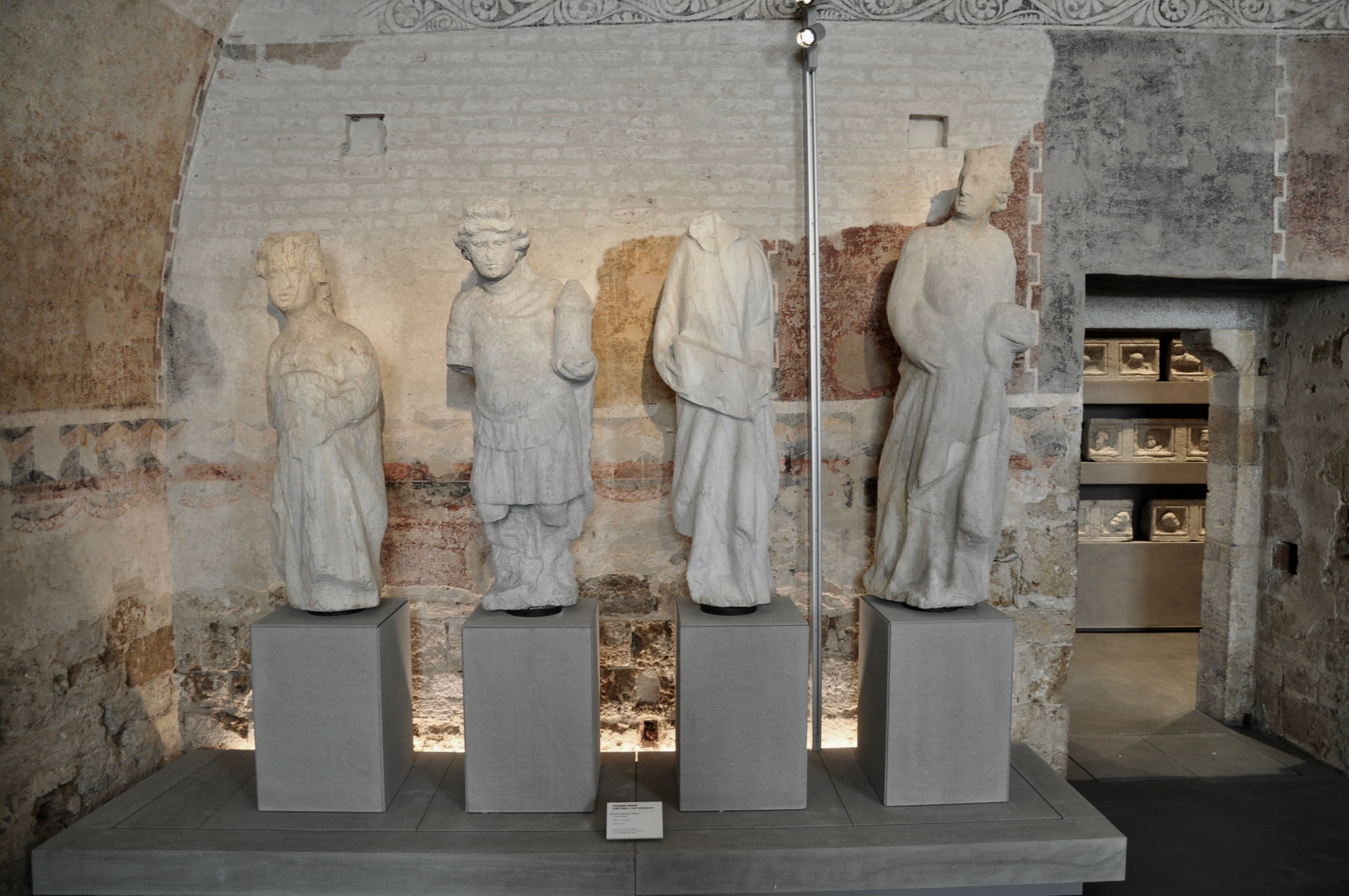
Statue dal Battistero, Giovanni Pisano e bottega (1280 ca.)
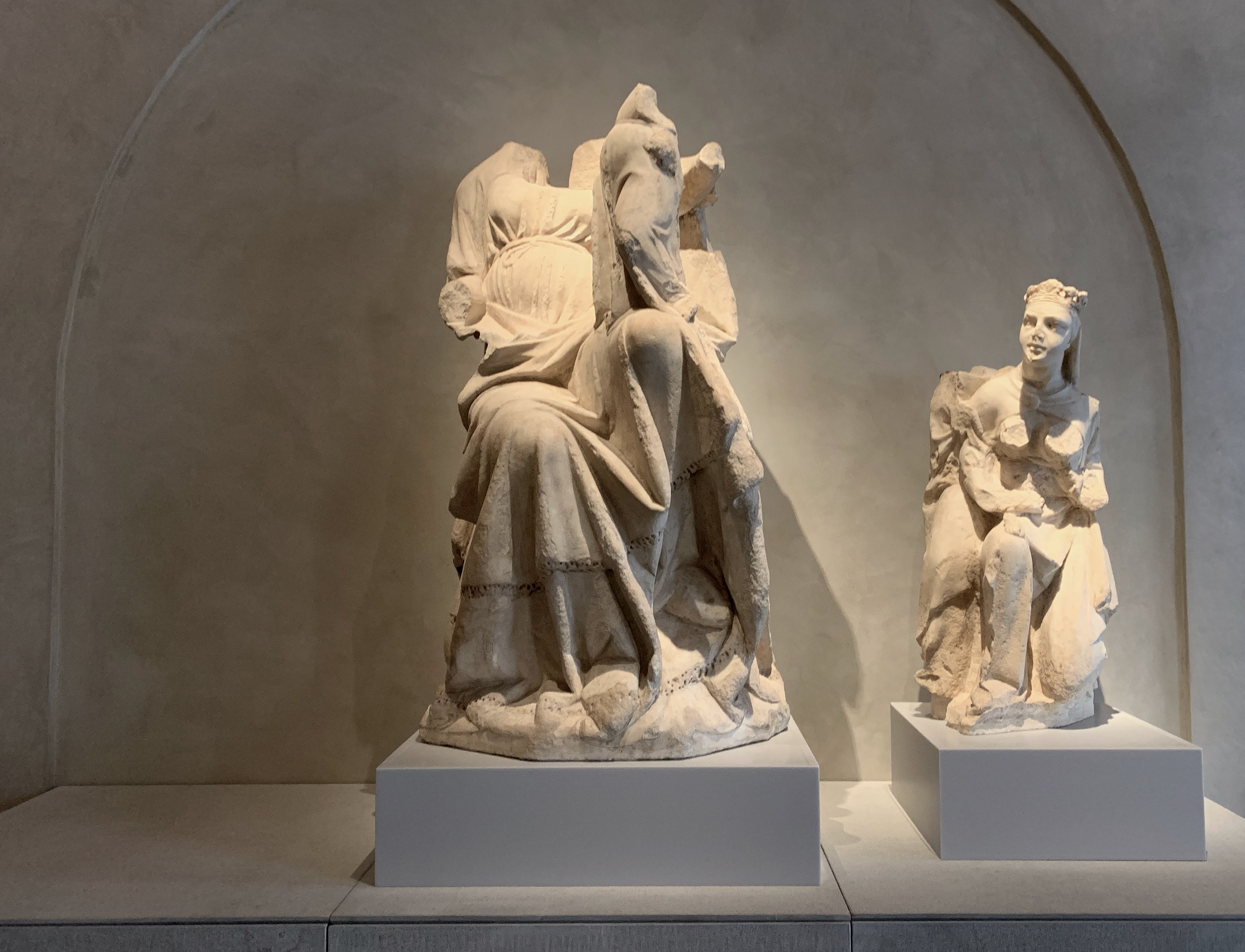
Madonna di Enrico VII, Giovanni Pisano (1313)
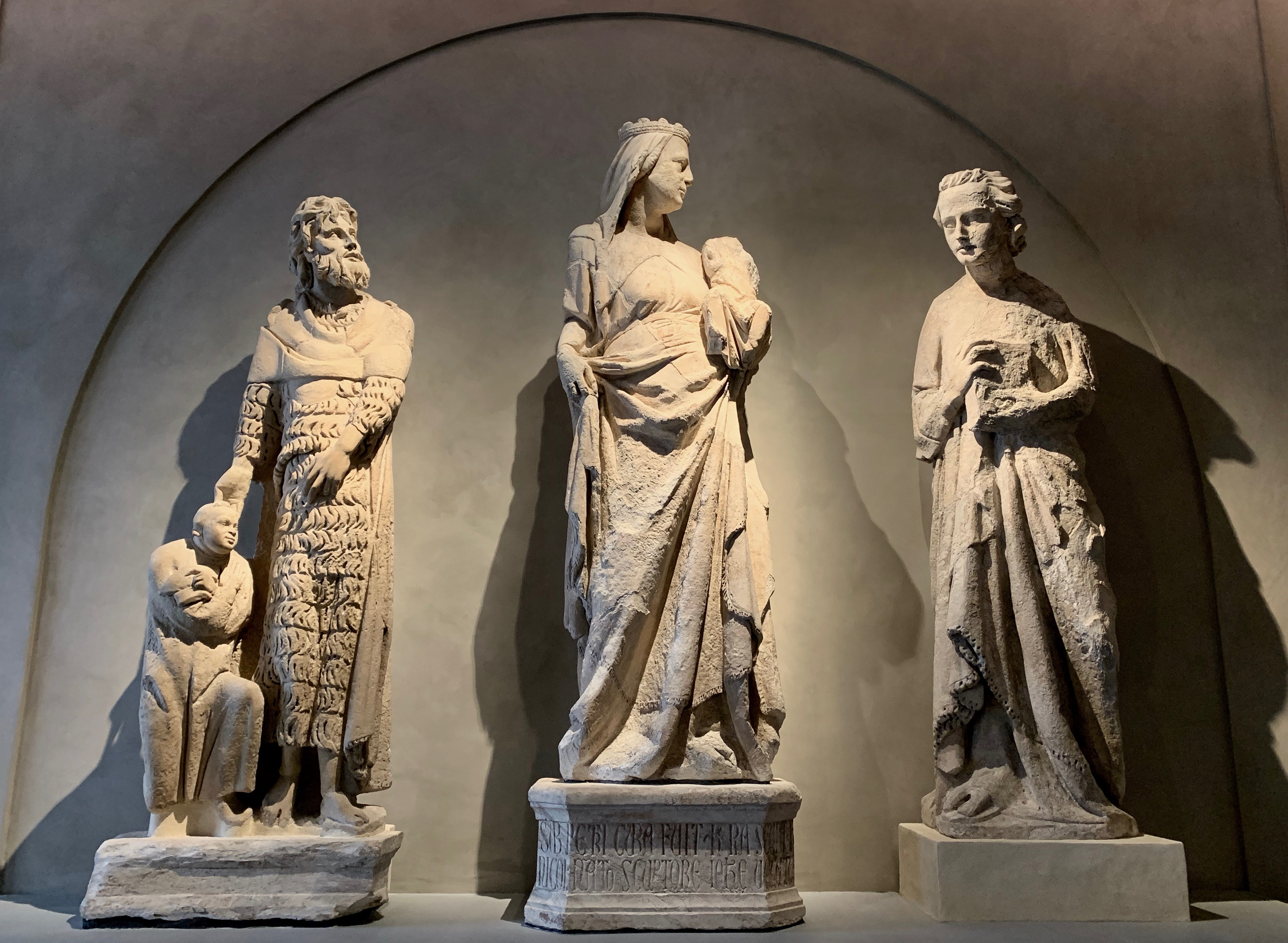
Madonna col Bambino tra San Giovanni Evangelista e San Giovanni Battista e donatore, Giovanni Pisano e bottega (1300 ca.)

### Verso il Cielo(sala 11)
La sala è interamente dedicata al campanile della cattedrale, meglio conosciuto come torre di Pisa e ai suoi reperti. Qui, infatti oltre ad un fedele modello in alabastro di Volterra in scala 1 a 25, realizzato nel 2011 dalla Associazione Arte in Bottega Volterra e considerato l'opera d'arte in alabastro più grande del mondo, sono esposti un capitello a protomi umana e animali in marmo dell'ultimi decenni del XII secolo dello scultore Biduino, un coevo frammento di architrave intarsiato con motivi islamizzanti di maestranze pisane e un gruppo marmoreo di Andrea Guardi realizzato tra il 1460 e il 1465, ritraente la Madonna col Bambino tra san Giovanni Battista e san Pietro a mezza figura e proveniente dalla lunetta del portale del campanile.

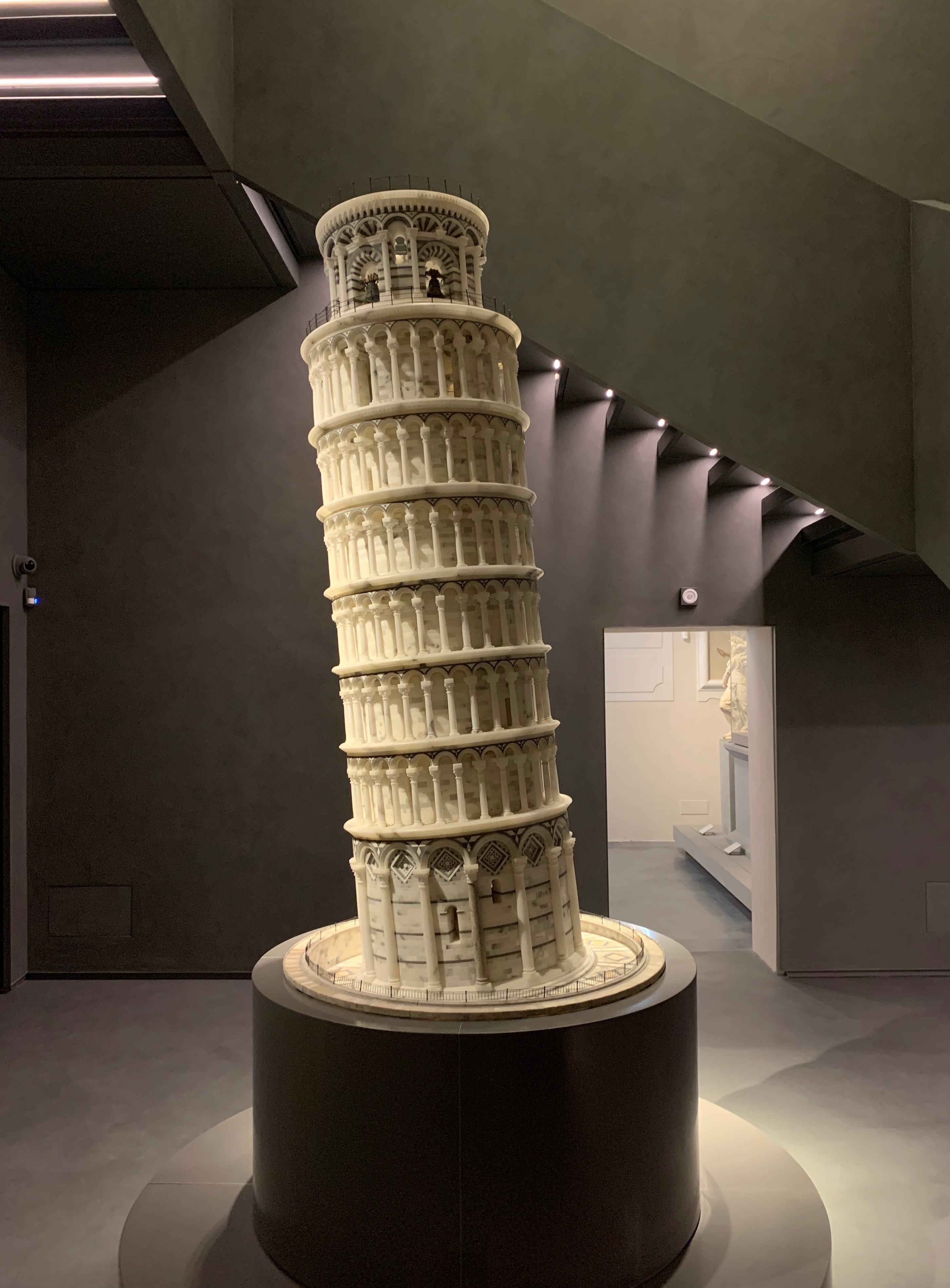
Replica in alabastro della Torre
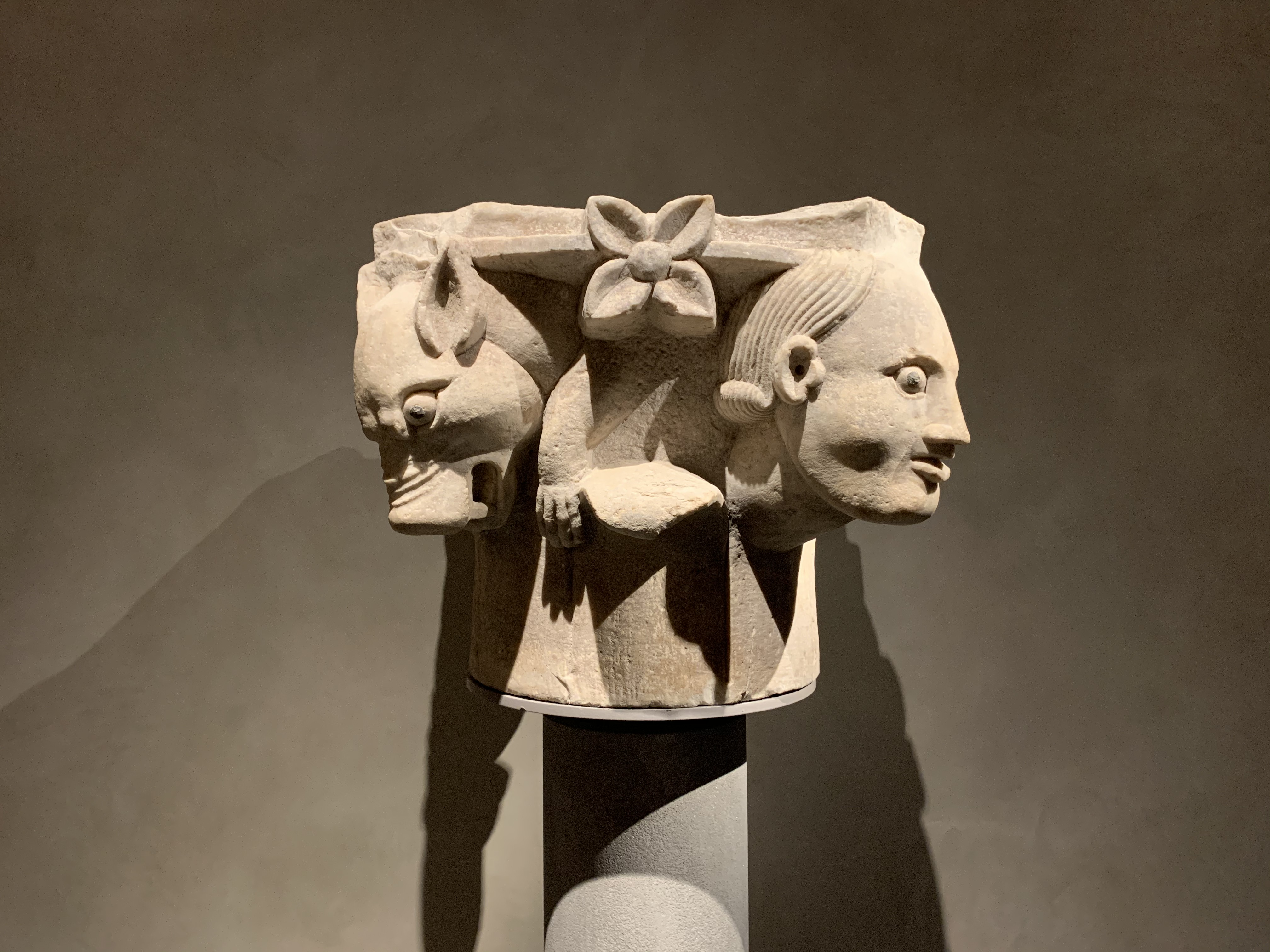
Capitello, Biduino (XIIsec.)
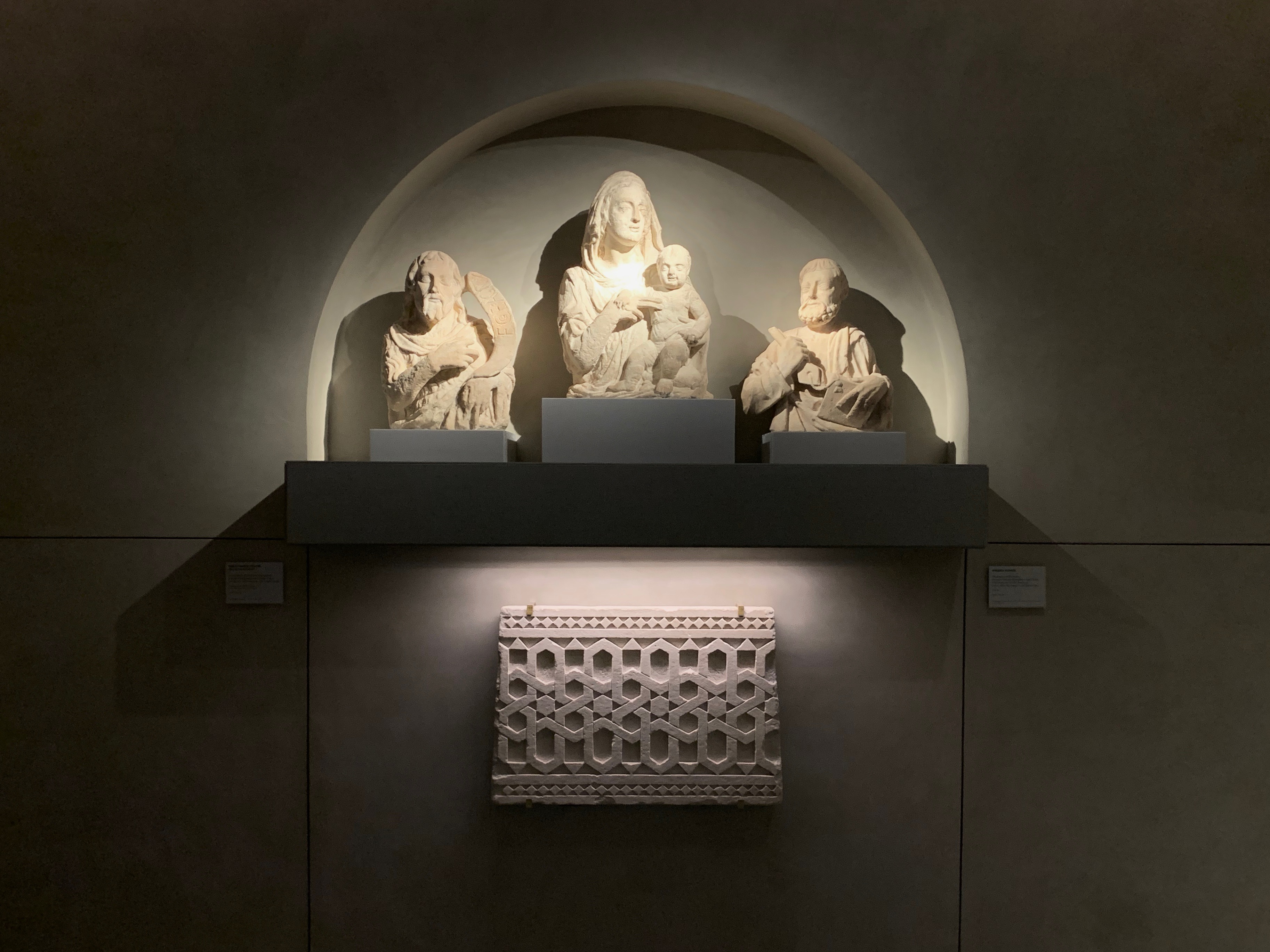
Madonna col Bambino tra San Giovanni Battista e San Pietro (Andrea Guardi 1460-65)

### Tarsie e Intagli(sala 12)

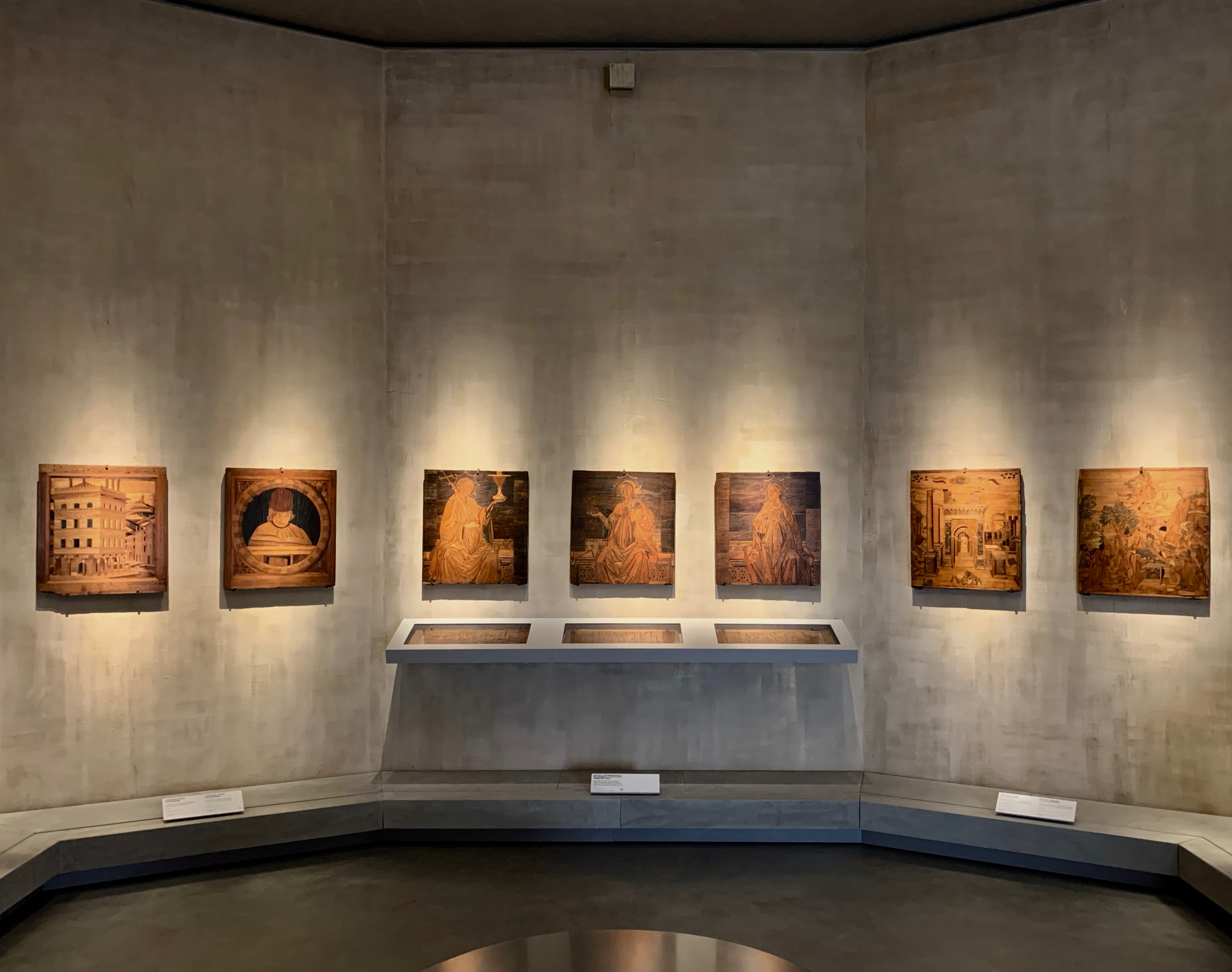
Tarsie lignee

Le tarsie presenti nel Museo sono tutti risalenti all'età rinascimentale e post-rinascimentale e, come tali, combinano il più usuale e tradizionale lavoro a d'intaglio a rilievo con il più recente e sofisticato lavoro a intarsio in piano. Le tarsi del coro della Cattedrale, in parte ancora in sito, raccontano lo sviluppo di questa tecnica attraverso l'intervento, tra il XV e il XVI secolo, di maestranze fiorentine, padane e locali, in cui spiccano i nomi di Piero e Baccio Pontelli, Canozi da Lendinara, Guido da Seravallino e Giovan Battista del Cerelliera. I soggetti sono quelli tipici di quest'arte e contemplano vedute architettoniche, nature morte e figure, storiche o allegoriche, per le quali artisti importanti quali Sandro Botticelli hanno fornito i cartoni.

### Il chiostro

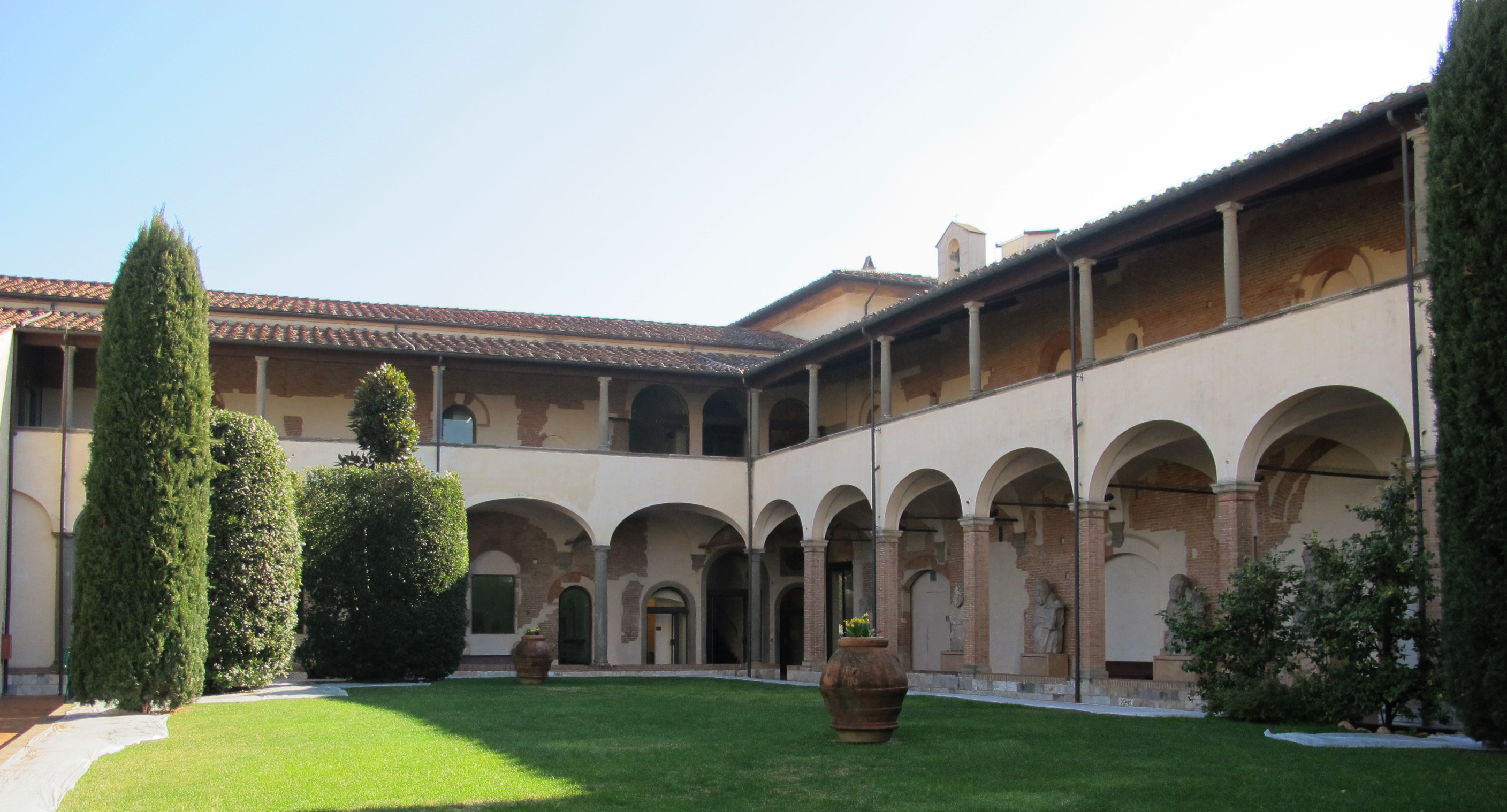
Il cortile

Nel cortile, a forma di chiostro dovuto ai precedenti stati di Seminario e di Monastero, possiamo ammirare i busti in marmo di san Giuliano, come a ideale continuazione delle sale dedicate a Nicola e Giovanni Pisano (sale 4, 5 e 6). Originariamente collocati nella parte esterna del Battistero sopra le arcate, furono poi sostituiti da copie e gli originali furono conservati all'interno dello stesso Battistero fino all'epoca di allestimento del Museo. Provengono dalla taglia di Nicola e Giovanni Pisano. Essi rappresentano san Giovanni Battista, Mosè, san Luca, san Matteo, Madonna col Bambino, san Giovanni Evangelista, san Marco, re David e un non identificato profeta. L'apparenza rozza e non definita è voluta in quanto scolpiti per essere ammirati da lontano e dal basso. È inoltre qui presente un'acquasantiera seicentesca (1617-1618), opera di Francesco Cioli, un tempo presente all'interno della Cattedrale.

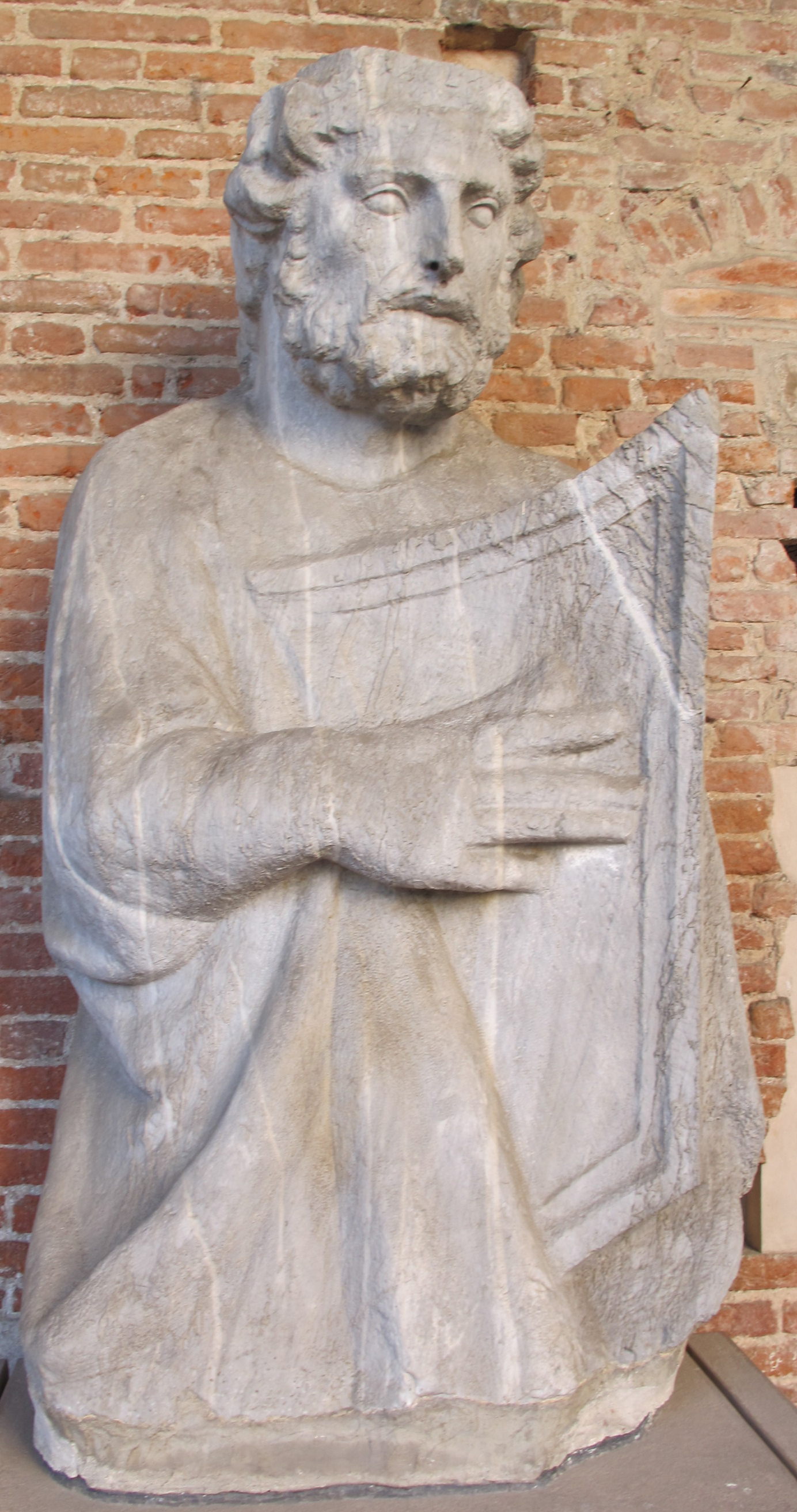
Il profeta Davide
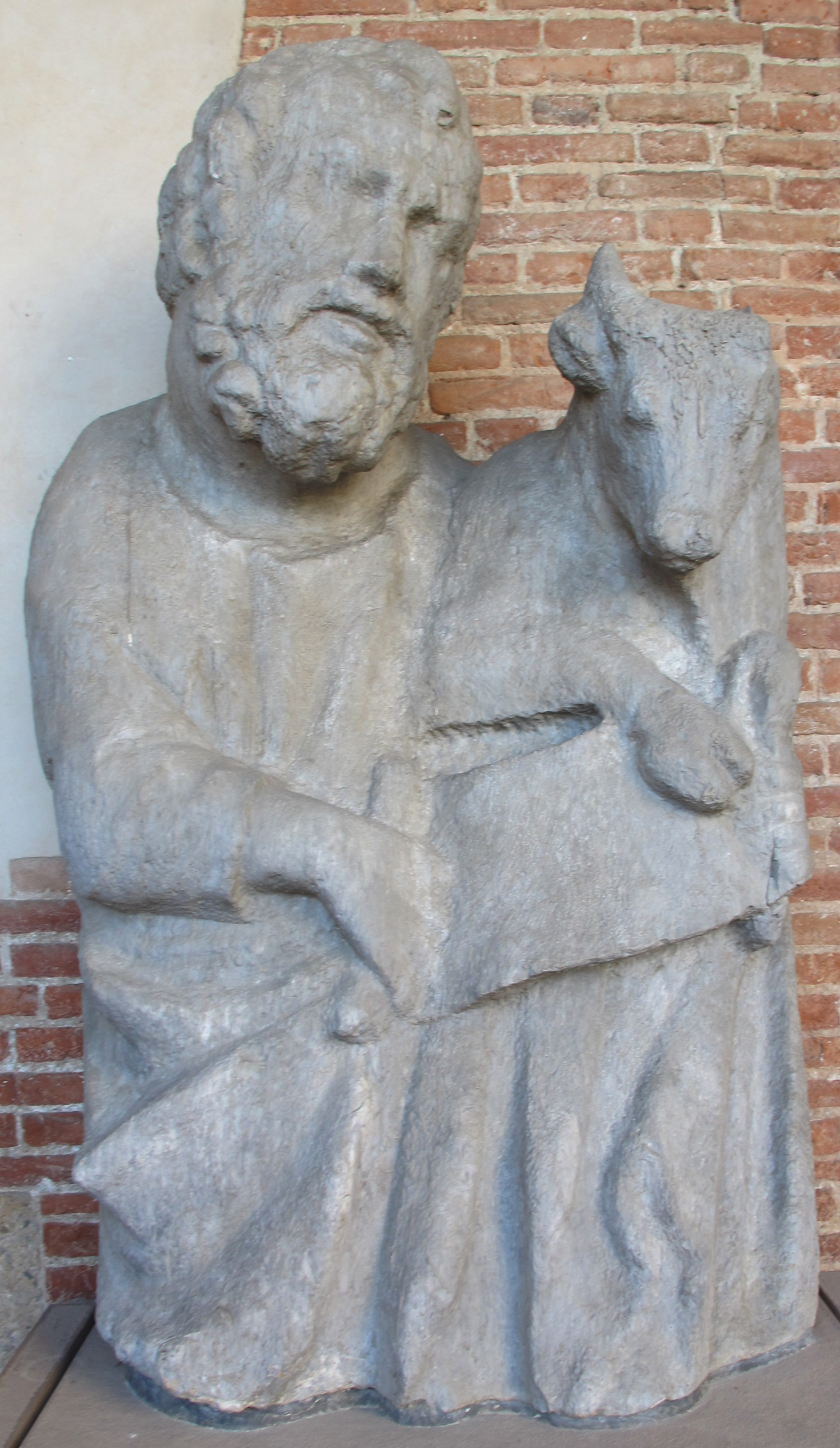
San Luca
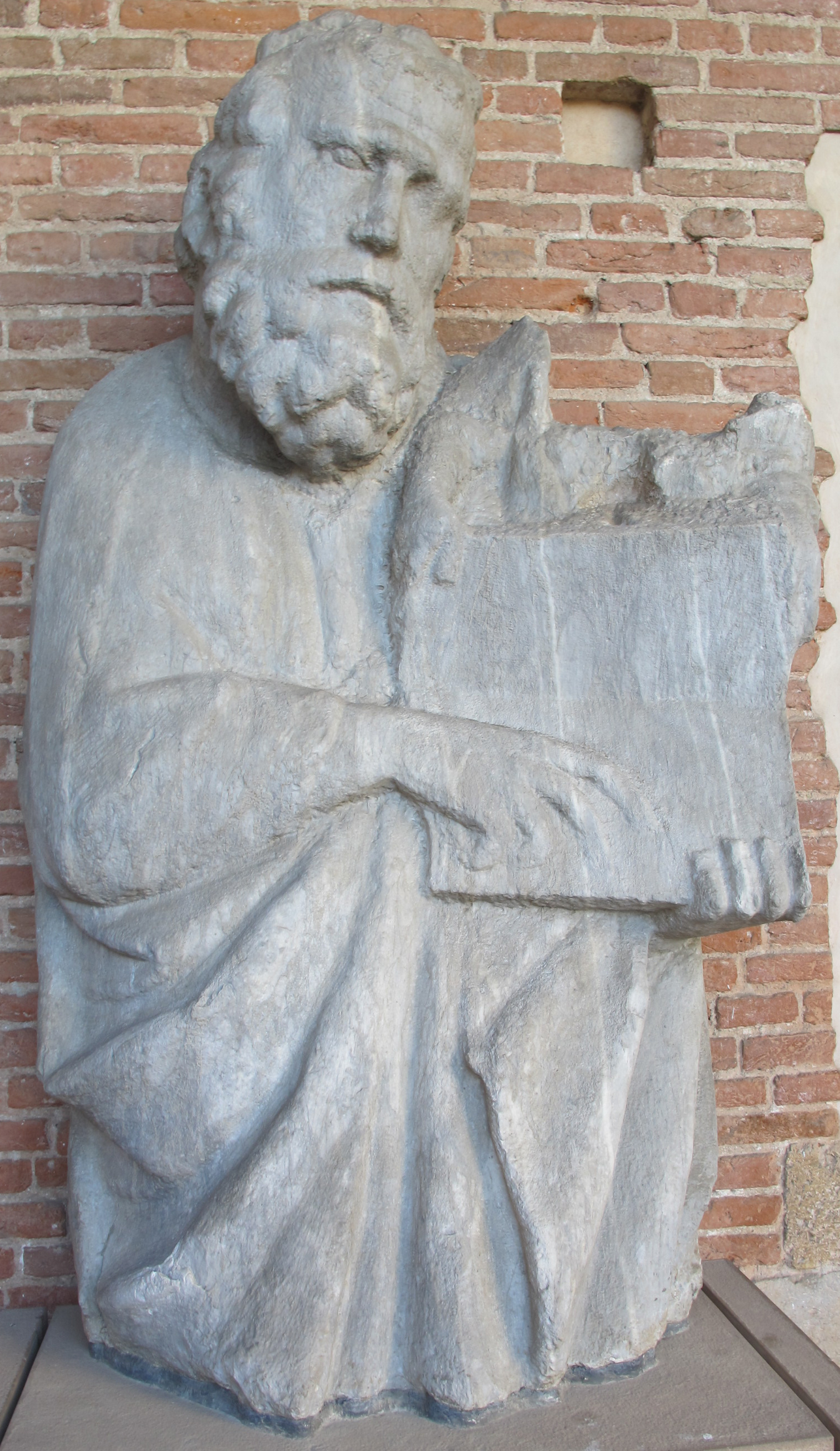
San Matteo
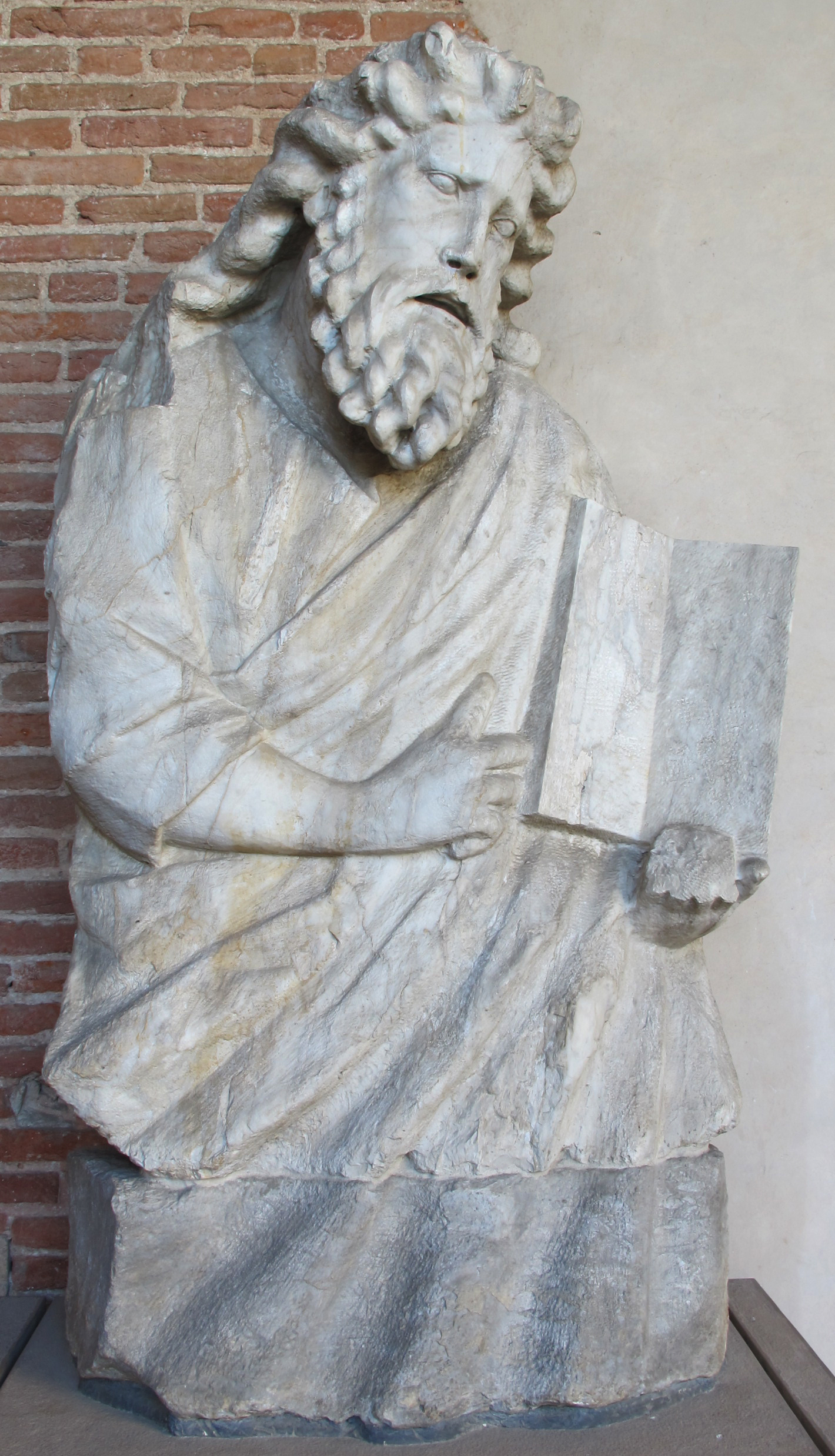
Profeta
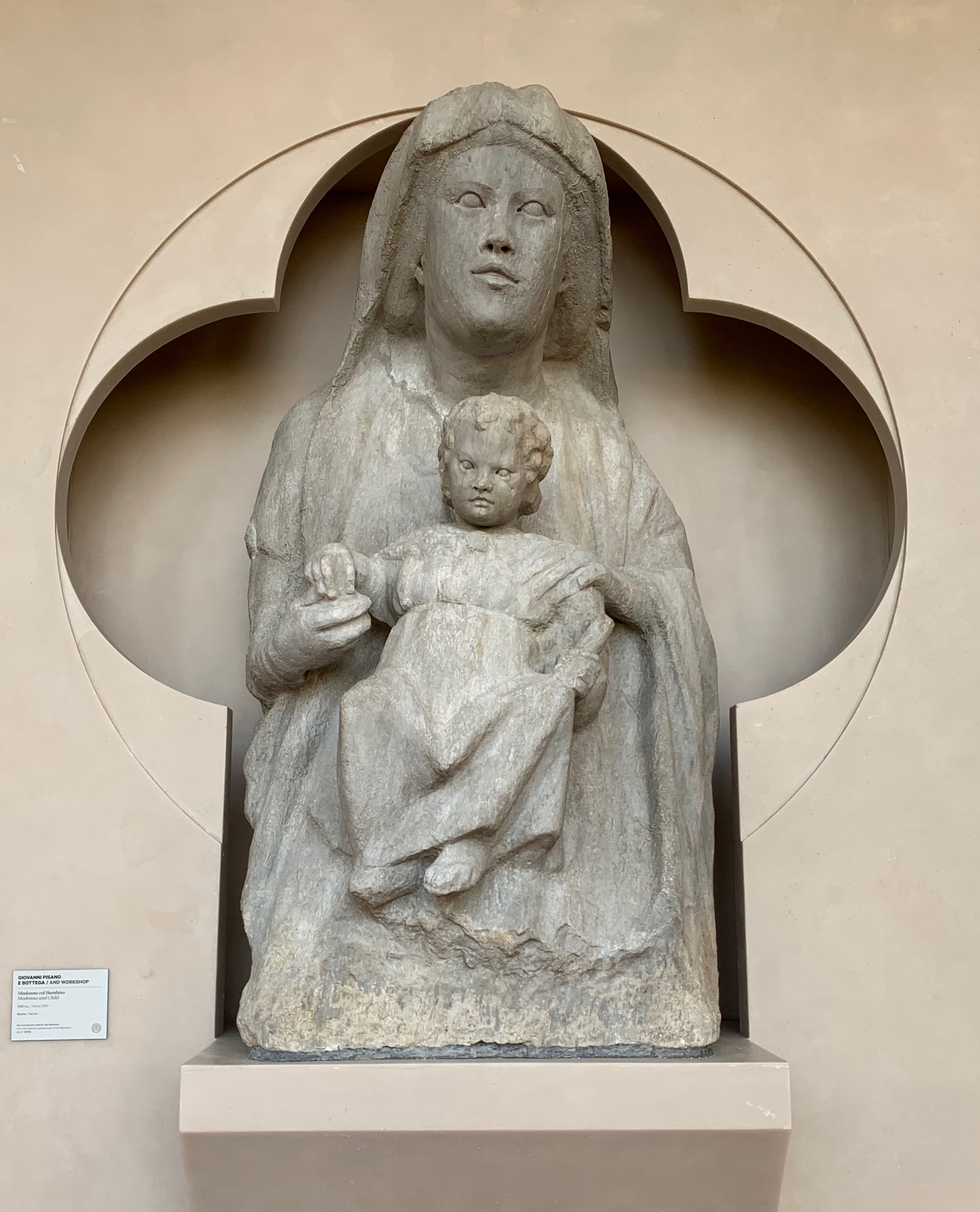
Madonna col Bambino
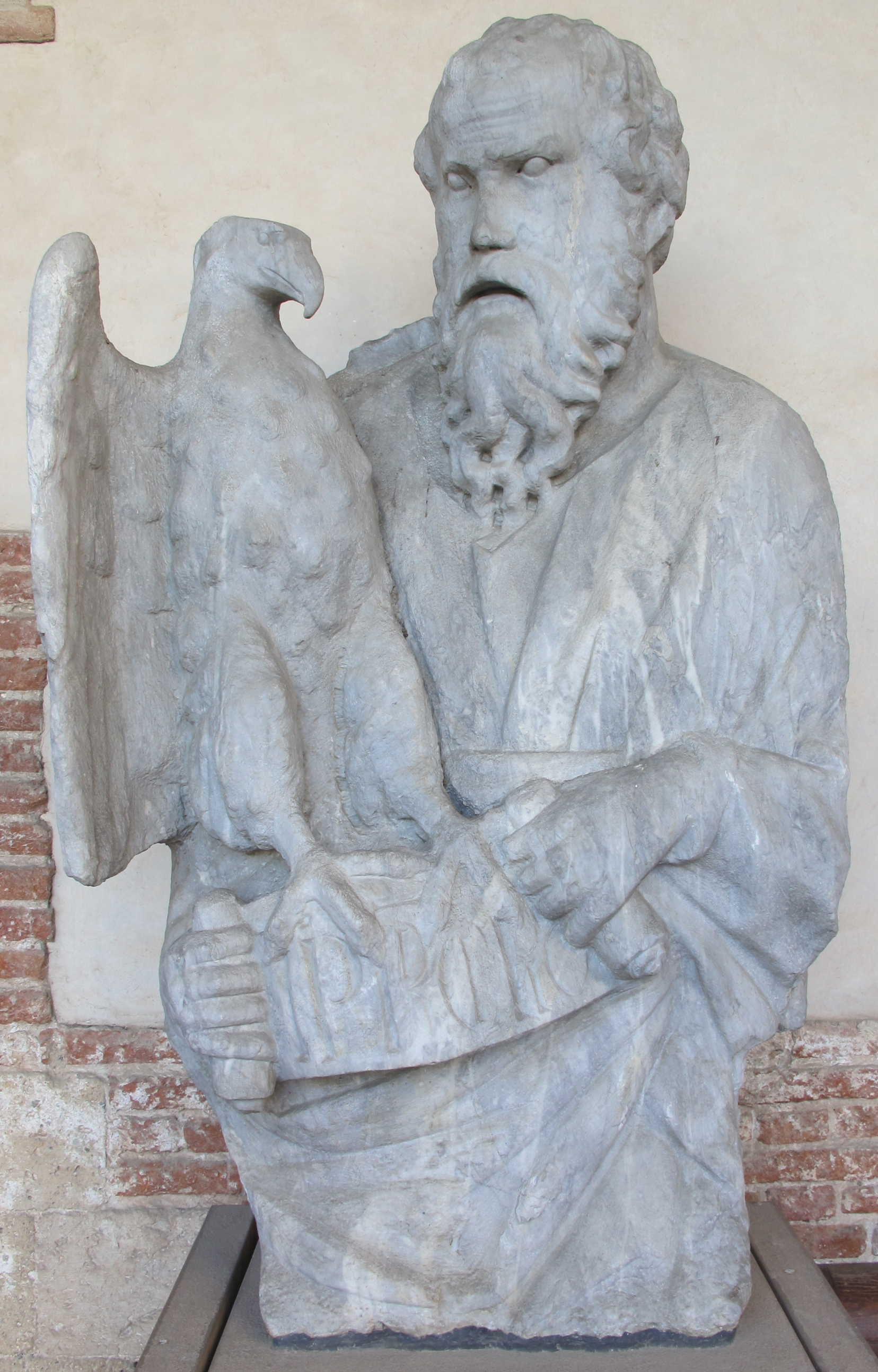
San Giovanni
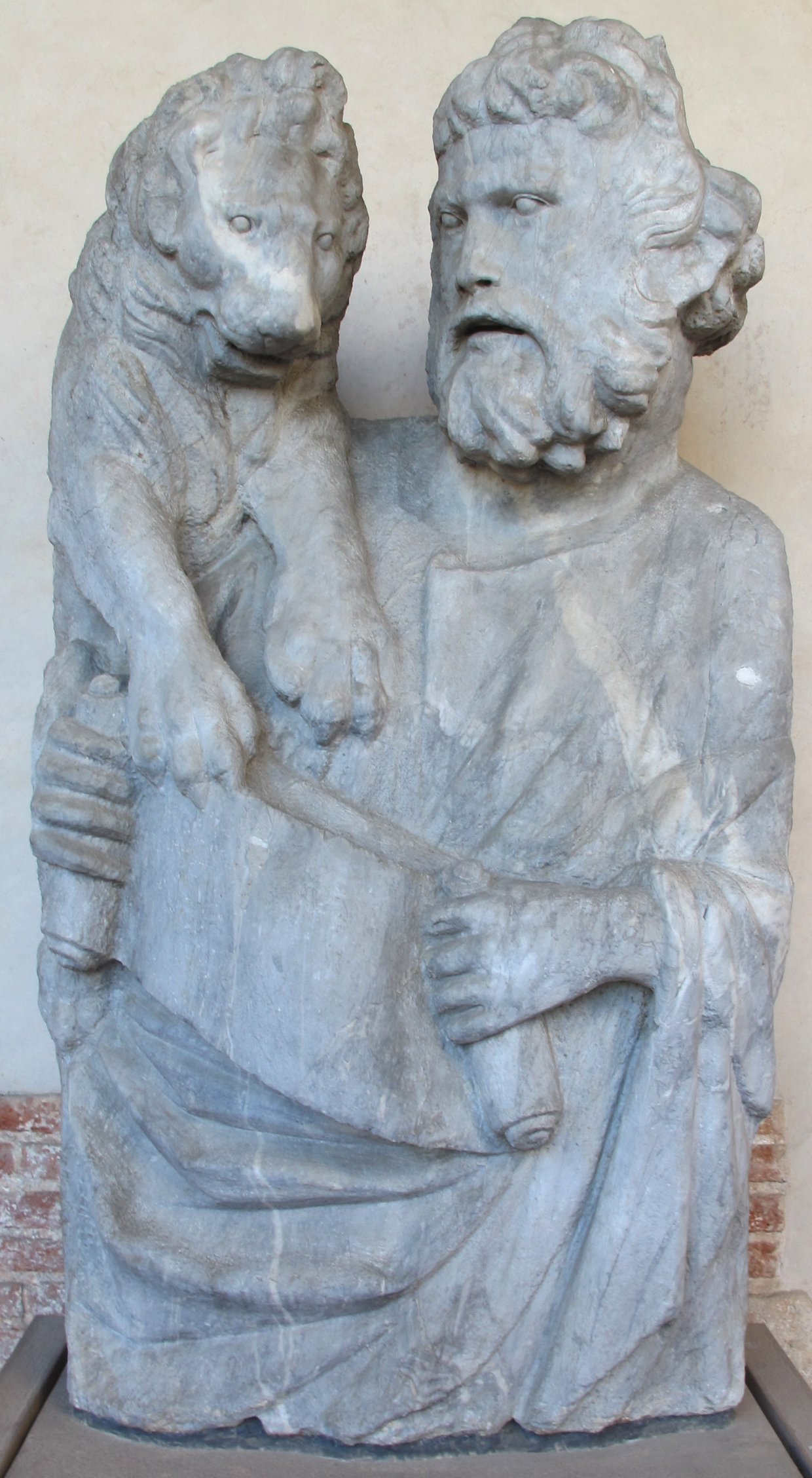
San Marco